# Boeing B-52

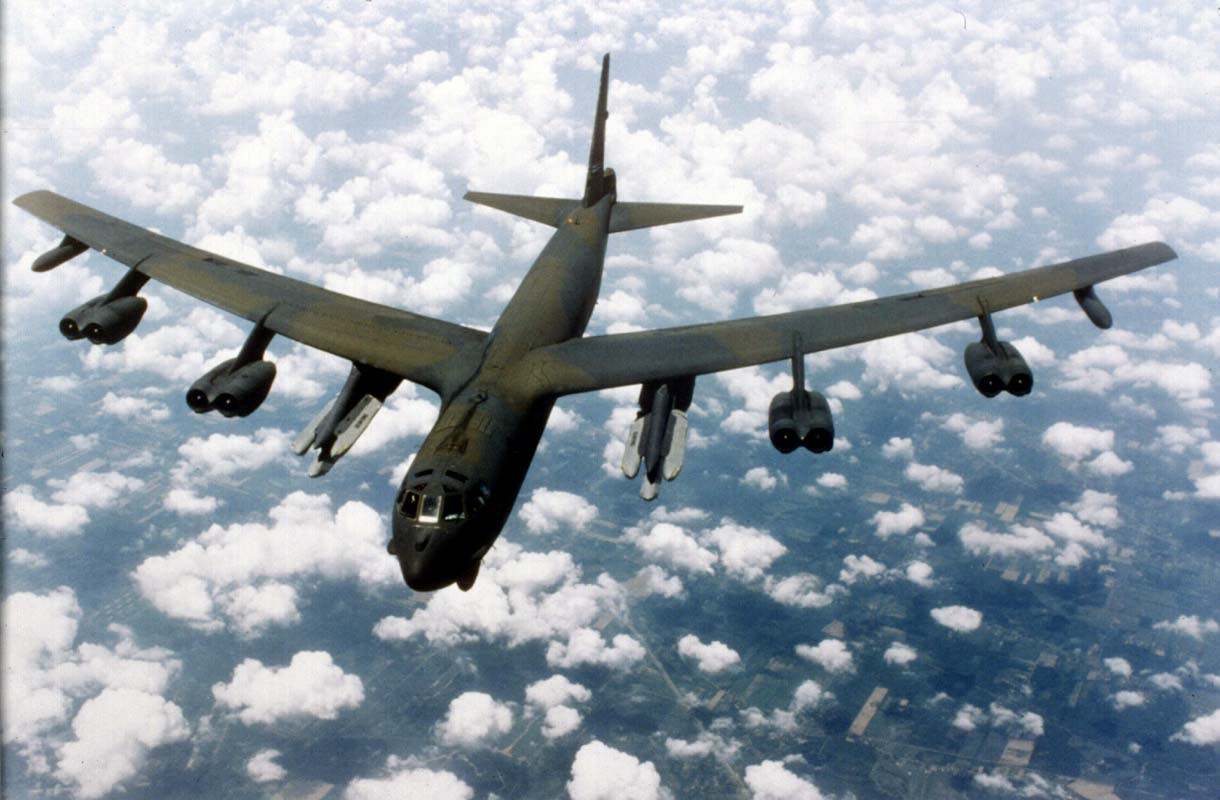
B-52G über den Wolken

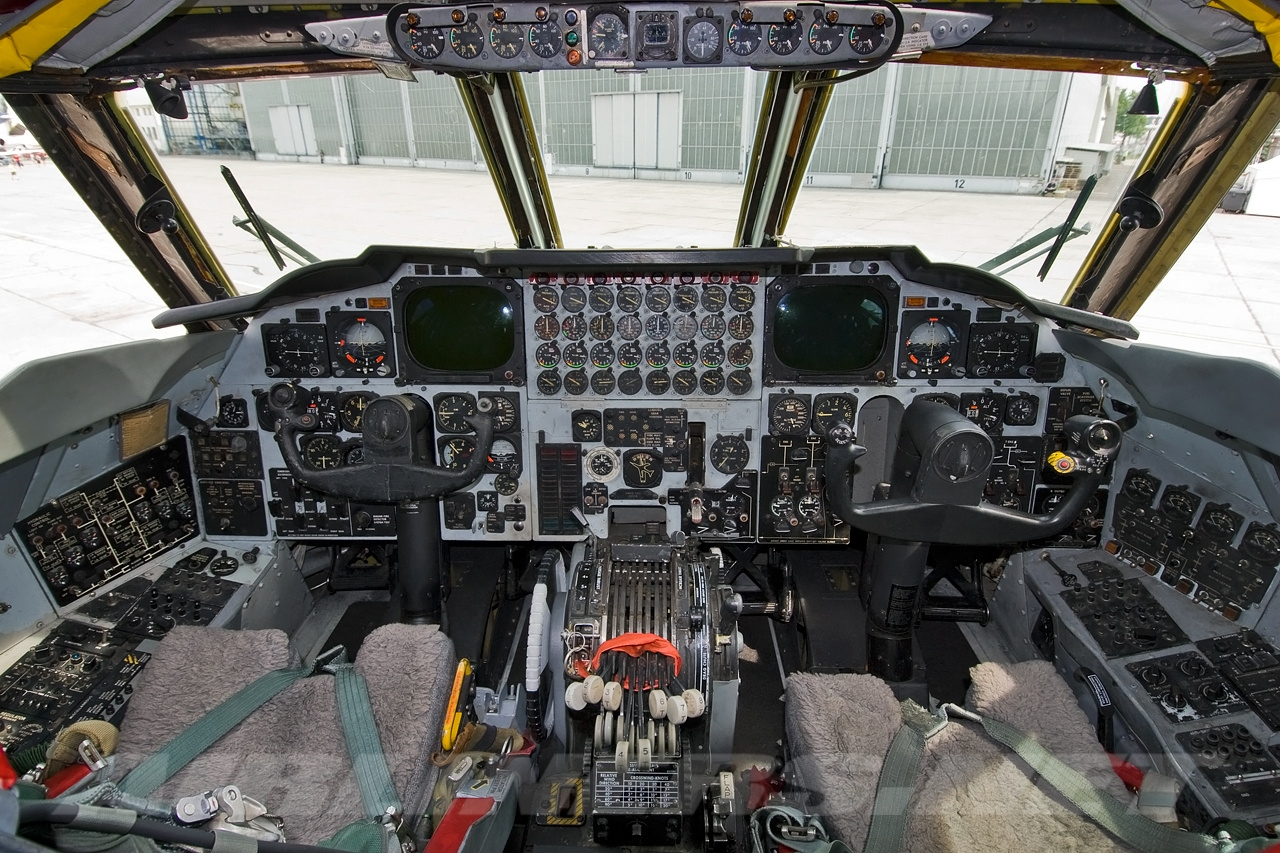
Cockpit einer Boeing B-52H Stratofortress

Die Boeing B-52 Stratofortress (englisch für „Stratosphärenfestung“; meist nur B-52) ist ein achtstrahliger Langstreckenbomber der United States Air Force. Der Buchstabe „B“ in der Bezeichnung steht für Bomber.
Der US-amerikanische Flugzeughersteller Boeing entwickelte die B-52 Ende der 1940er-Jahre als Nuklearwaffenträger. Ihr Erstflug fand am 15. April 1952 statt. In den 1950er-Jahren übernahm sie im Strategic Air Command die Rolle der B-36 Peacemaker und der B-47 Stratojet als Grundpfeiler der US-amerikanischen nuklearen Abschreckung im Zeichen des Kalten Krieges gegen die Sowjetunion. In der Folge wurde die B-52 zum vielseitigsten und langlebigsten Bomber der US Air Force entwickelt und ist nach Außerdienststellung der letzten Hawker Hunter das älteste noch aktive Strahlflugzeug der Welt. Anfangs drohte das Projekt mehrmals zu scheitern und Boeing änderte den Entwurf noch kurzfristig. Erprobung und Produktion der B-52 verliefen anschließend nahezu reibungslos.
Die B-52 kam in verschiedenen konventionellen Konflikten zum Einsatz: Im Vietnamkrieg wurde sie für Flächenbombardements aus niedriger und großer Höhe eingesetzt. Sie diente im Zweiten Golfkrieg 1991 wie auch im Kosovokrieg 1999 als Startplattform für Marschflugkörper und zum Legen von Seeminen (dies nur im Golfkrieg). Zuletzt wurde sie ab 2015 im Kampf gegen den IS über Syrien und dem Irak eingesetzt. Im Jahr 2006 waren noch 94 der insgesamt 744 gebauten Stratofortress (im Pilotenjargon: BUFF für Big Ugly Fat Fella/Fucker) in ihrer letzten Version B-52H im Einsatz. Der Bomber soll bis in die 2050er Jahre im Dienst bleiben und wäre damit neben der sowjetischen Tu-95 das Kampfflugzeug mit der längsten Einsatzzeit der Geschichte.

## Entwicklungsgeschichte

### Hintergrund
Nach den Erfahrungen aus dem Zweiten Weltkrieg wollten sich die USA zur Durchführung strategischer Luftwaffenoperationen nicht mehr auf Stützpunkte in fremden Ländern verlassen müssen. Angesichts einer drohenden Invasion Großbritanniens durch deutsche Truppen war zwar schon 1941 mit der Entwicklung des Langstreckenbombers Convair B-36 begonnen worden. Jedoch verzögerte sich seine Fertigstellung immer wieder. Am 23. November 1945 veröffentlichte die United States Army Air Forces (USAAF) erstmals Anforderungen für einen Bomber als Ergänzung und Ersatz für die B-36.

### Erste Entwürfe
Der neue schwere Bomber sollte bei einer Geschwindigkeit von rund 480 km/h in 10.500 Metern Höhe mit 4.500 Kilogramm Bombenlast, fünf Besatzungsmitgliedern und einer Reservemannschaft in einem Einsatzradius von 8.000 Kilometern operieren können. Zur Selbstverteidigung waren 20-Millimeter-Geschütze vorgesehen. Am 13. Februar 1946 forderte die Luftwaffe die Luftfahrtindustrie des Landes auf, Angebote abzugeben, woraufhin Boeing, Consolidated Vultee Aircraft Corporation und Martin kurz darauf Entwürfe einreichten. Boeings Vorschlag versprach das beste Preis-Leistungs-Verhältnis und wurde daher am 5. Juni 1946 zum Sieger des Wettbewerbs erklärt.
Dieses Modell 462 war im Grunde eine stark vergrößerte Version von Boeings B-29, einem Schulterdecker mit nichtgepfeilten Tragflächen hoher Streckung und einer Spannweite von 67 Metern. Es war etwa 50 Meter lang, hatte ein Rüstgewicht von 163 Tonnen und wurde durch sechs T35-Turboprop-Triebwerke von Wright angetrieben. Es hatte mit dem letztendlich produzierten Modell allerdings nur wenig gemeinsam. Strahltriebwerke machten zu dieser Zeit zwar große Entwicklungsschritte, und sie waren unter anderem für die neuen mittelschweren Bomber B-45 bis B-48 vorgesehen, wegen ihres hohen Treibstoffverbrauchs kamen sie für Langstreckenflugzeuge aber noch nicht in Frage.
Mitte Juni 1946 erhielt der Entwurf die Bezeichnung XB-52. Am 28. Juni kam ein erster Vertrag mit Boeing über die Lieferung eines 1:1-Modells und erster Testergebnisse zu Struktur, Triebwerken und defensiver Bewaffnung des Bombers zustande.

### Neue Anforderungen
In den zwei folgenden Jahren änderte die militärische Führung die Anforderungen an die Maschine, sodass Boeing immer wieder die Konstruktion ändern musste. Zuerst kritisierte die USAAF das Modell 462 im Oktober 1946 als zu monströs und nicht langstreckentauglich, woraufhin Boeing eine kleinere Version (Modell 464) mit vier Motoren und 104 Tonnen Abfluggewicht entwarf. Schon zwei Monate später wurden die Anforderungen nochmals erhöht: Die B-52 sollte eine Reichweite von 19.000 Kilometern bei 640 km/h haben und neben konventionellen Bomben auch eine Atombombe transportieren können. Das Gewicht durfte jetzt wieder bis zu 220 Tonnen betragen. Da diese Wünsche technisch zu anspruchsvoll erschienen, präsentierte Boeing zwei Modelle als bestmögliche Annäherung: Eines mit hoher Reichweite und geringer Ladekapazität (Modell 464-16) und ein weiteres mit geringerer Reichweite und dafür höherer Ladekapazität (Modell 464-17), das von der Luftwaffe favorisiert wurde. Beide Seiten setzten auf die Fortentwicklung der Triebwerkstechnik, um die Reichweite im Laufe der Zeit steigern zu können.
Mittlerweile war die Serienfertigung der Convair B-36 angelaufen, und da der B-52-Entwurf ähnlich ausgelegt war und nur unwesentlich bessere Leistungen versprach als Convairs Bomber, stand Boeings Projekt Mitte 1947 erstmals vor dem Aus. General Curtis LeMay, damals stellvertretender Leiter einer Entwicklungsabteilung der US-Luftwaffe, setzte sich für einen sechsmonatigen Aufschub der endgültigen Entscheidung ein. Diesem stimmte die Militärführung schließlich zu. Boeing nutzte die Zeit und überarbeitete seinen Entwurf zum Modell 464-29, das erstmals gepfeilte Tragflächen aufwies und bei unverändertem Gewicht mit einer Geschwindigkeit von 730 km/h einen Einsatzradius von 8000 Kilometern versprach.
Im September 1947 verlangte die nun eigenständige United States Air Force (USAF) immer stärker nach einem Flugzeug, das im Ernstfall eine Atombombe vom Festland der USA gegen jeden möglichen Gegner einsetzen konnte. Fluggeschwindigkeit und -höhe wurden als wichtigste Anforderungen an einen Nuklearbomber festgelegt. Die zuvor so wichtige Reichweite konnte mittlerweile durch Luftbetankung gesteigert werden. Als Maßstab galten von nun an rund 13.000 Kilometer Reichweite bei einer Marschgeschwindigkeit von 885 km/h, die im Dezember auf realistischere 805 km/h verringert wurde. Boeings jüngster Entwurf war also wenigstens 80 km/h zu langsam.

### Neue Konkurrenten
Für die USAF kam nur der bestmögliche Entwurf in Frage, da der geplante Bomber in einem zukünftigen Konflikt eine zentrale Rolle spielen würde. Daher mehrten sich die Stimmen für einen Stopp des bis dahin rund vier Millionen US-Dollar teuren Boeing-Projekts und für einen komplett neuen Bomberwettbewerb, zumal Studien der Rand Corporation das von Northrop mit der B-35 und B-49 vorangetriebene Nurflügel-Konzept für prinzipiell überlegen erklärten – vor allem bei hoher Geschwindigkeit in großer Höhe. Schließlich entschied sich die USAF am 11. Dezember 1947 zur Auflösung des Vertrags mit Boeing. Noch bevor es dazu kam, protestierte Boeing heftig, konnte aber wiederum nur einen Aufschub erreichen. Die USAF wollte erst alle Möglichkeiten gründlich prüfen, bevor sie sich endgültig für einen Entwurf entschied.
Im Frühjahr 1948 sprach sich die USAF für den konventionellen B-52-Entwurf aus, das alternative Nurflügel-Design bot aus ihrer Sicht im Vergleich eine zu geringe Erfolgswahrscheinlichkeit und erforderte eine zu komplizierte Wartung. Die Air Force informierte Boeing im März, dass der ursprüngliche Vertrag weiterhin gelte und nun die Entwicklung, Bau und Tests von zwei XB-52-Prototypen für rund 30 Millionen US-Dollar umfasste. Seit Januar 1948 war Modell 464-35 Boeings neuester Entwurf, kleiner (40 Meter Länge, 56 Meter Spannweite) und leichter (127 Tonnen) als sein Vorgänger, aber nach wie vor mit vier Turboprop-Triebwerken, die nun zur Leistungssteigerung mit gegenläufigen Propellern versehen waren.

### Entscheidung für Turbinen

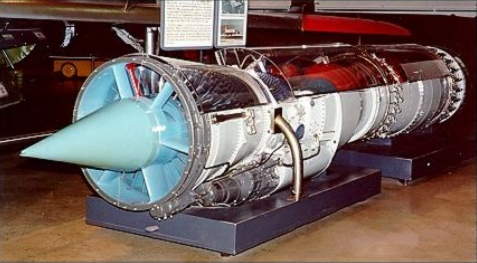
J57-P-3-Turbojet

Im Mai 1948 bat die US-Luftwaffe Boeing erstmals, eine Version der XB-52 mit Strahltriebwerken zu entwerfen. Anders als noch drei Jahre zuvor schien ihr Einsatz auch für Langstreckenbomber durch Fortschritte der Triebwerkstechnik allmählich sinnvoll. Ergebnis war das im Juli vorgestellte Modell 464-40, das sich vom Vorgänger 464-35 nur durch acht paarweise in Gehäusen unter den Tragflächen angebrachte J40-Turbojet-Triebwerke der Westinghouse Electric Corporation unterschied. Das Hauptentwicklungsziel blieb aber weiterhin die Turbopropversion der XB-52.
Die Boeing-Ingenieure reisten am 21. Oktober 1948 von Seattle zum Wright Field nach Ohio, um dem dort ansässigen Air Materiel Command (AMC) die 464-35 detailliert vorzustellen. Sein 1:1-Modell (Mock-up) war zu dieser Zeit fast fertiggestellt. Die Militärführung überraschte die Entwickler mit der Forderung nach einem ganz neu konstruierten Flugzeug, zugeschnitten auf die neuen J57-Turbojets von Pratt & Whitney (Herstellerbezeichnung: JT3), deren Entwicklung ebenfalls von der Luftwaffe in Auftrag gegeben worden war. Die bis dahin aktuellen Propellerturbinentriebwerke erschienen der USAF nurmehr als Übergangslösung, die nicht die gewünschte Geschwindigkeit und Zukunftssicherheit bieten könnte.
Zeitgenössischen Berichten zufolge quartierten sich die Boeing-Leute im nahen Dayton in einem Hotel ein und arbeiteten das ganze Wochenende an einem neuen Entwurf. Dabei kombinierten sie die Erfahrungen aus den bisherigen B-52-Vorschlägen mit dem eigenen fortschrittlichen Entwurf des schon getesteten mittelschweren Strahlbombers B-47 Stratojet. Am folgenden Montag (25. Oktober) präsentierte Boeing sein neuestes Modell 464-49. Auffälligstes Merkmal waren die für höhere Geschwindigkeiten optimierten Tragflächen, bei einer Spannweite von 56 Metern mit 35° deutlich gepfeilt sowie dünner und tiefer als bei früheren Modellen. Darunter hingen an Pylonen die acht J57-Triebwerke paarweise in Gondeln. Durch diese Anordnung steht die gesamte Tragflügelfläche als aerodynamisch wirksame Fläche zur Verfügung. Bei einem Triebwerksbrand ist durch die räumliche Trennung von den Flügeltanks die Gefahr geringer, außerdem erleichtert sie die Umrüstung auf andere Triebwerksmodelle und die Wartung.
Bei einem Gewicht von 150 Tonnen versprach die 464-49 im Idealfall eine Höchstgeschwindigkeit von 920 km/h und eine Reichweite von 12.800 Kilometern bei 835 km/h. Die Führung der Luftwaffe war sehr angetan von diesem Entwurfsvorschlag. Nach einer abschließenden Bewertung entschied sie sich im Januar 1949 für die Fortsetzung des Projekts und teilte dies Boeing am 26. Januar mit. Vom 26. bis 29. April inspizierte die USAF das Mock-up der 464-49 in Seattle ohne größere Beanstandungen. Sorge bereitete die noch zu geringe Triebwerksleistung, was die Geschwindigkeit beziehungsweise Reichweite zu stark eingrenzte. Darauf reagierte Boeing bis November 1949 mit der längeren und schwereren 464-67, um mehr Treibstoff im Rumpf unterbringen zu können. Die Länge wuchs auf 47 Meter, das Abfluggewicht um 27 auf 177 Tonnen. Schon Mitte 1949 schlug Boeing vor, eine der beiden XB-52 mit erweiterter Ausrüstung zum Vorserienmodell auszubauen. Die Air Force stimmte zu und änderte im Juni 1951 die Bezeichnung der zweiten XB-52 in YB-52.

### Endgültige Entscheidung

Dreiseitenriss der B-52

Mittlerweile arbeiteten auch die anderen Flugzeughersteller an Bomberprojekten mit Strahltriebwerken und machten der XB-52 erneut Konkurrenz. Convair entwickelte die insgesamt enttäuschende B-36 ab August 1950 weiter zur B-36G (ab Mitte 1951 als YB-60 bezeichnet), mit Pfeilflügeln und ebenfalls acht J57-Triebwerken, und auch aus dem eigenen Haus kamen Vorschläge für eine vergrößerte B-47, die B-47Z.
Wieder setzte sich General Curtis LeMay – seit Oktober 1948 Kommandeur des Strategic Air Command (SAC) – für die B-52 als aus seiner Sicht bestes Angebot ein und erreichte zunächst, dass die Luftwaffe das Modell 464-67 im März 1950 akzeptierte. Weitere Argumente lieferte die Entwicklung in Südostasien: Der sich ausweitende Koreakrieg beförderte die Entscheidung zugunsten der B-52, wie schon der Zweite Weltkrieg neun Jahre zuvor den Bau der B-36 angestoßen hatte. Schließlich genehmigte die Führung der USAF am 24. Januar 1951 endgültig die Beschaffung der B-52. Ein Vertrag vom 17. Februar verpflichtete Boeing zur Lieferung von 13 B-52A ab April 1953.
Währenddessen kamen in der Luftwaffe Diskussionen auf, in welcher Weise der neue Bomber auch für Aufklärungseinsätze genutzt werden sollte, für die er sich wegen seiner Flughöhe, Geschwindigkeit und Reichweite gut eignen würde. Das SAC wollte Bomber, die sich nebenbei auch für elektronische Aufklärung verwenden ließen, die Luftwaffenführung dagegen bevorzugte eine Version für fotografische (nicht-elektronische) Aufklärung, die man zum Bomber umrüsten konnte. Auf dem Papier setzte sich die Führung durch, weil sie die Bestellung im Oktober 1951 von B-52 in RB-52 änderte, de facto aber erfüllte sich die Forderung des SAC, denn im Grunde waren nun Bomber geplant, in deren Waffenschacht bei Bedarf ein bemannter Aufklärungsbehälter montiert werden konnte.

### Erstflug der Prototypen

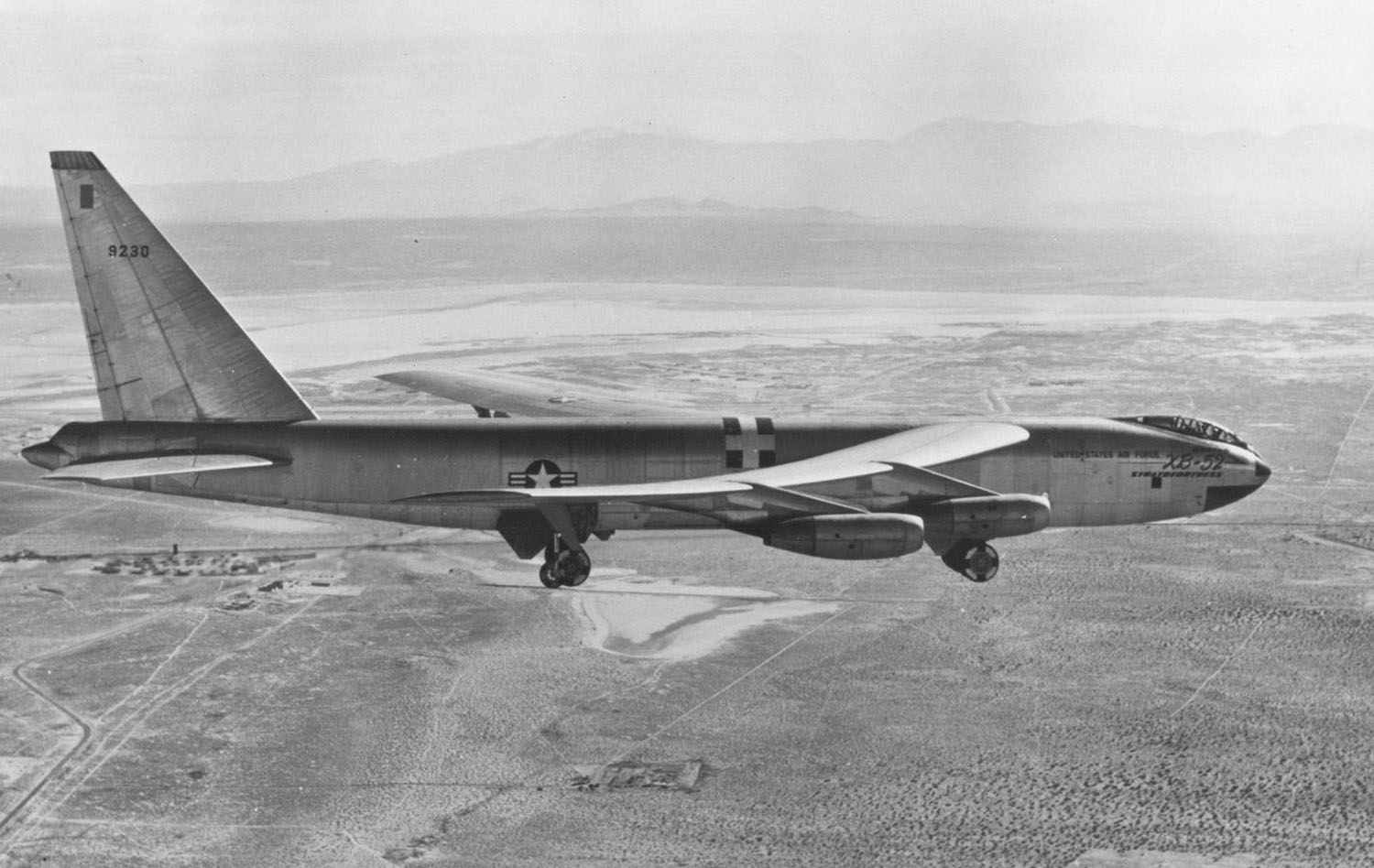
XB-52 während eines Testfluges

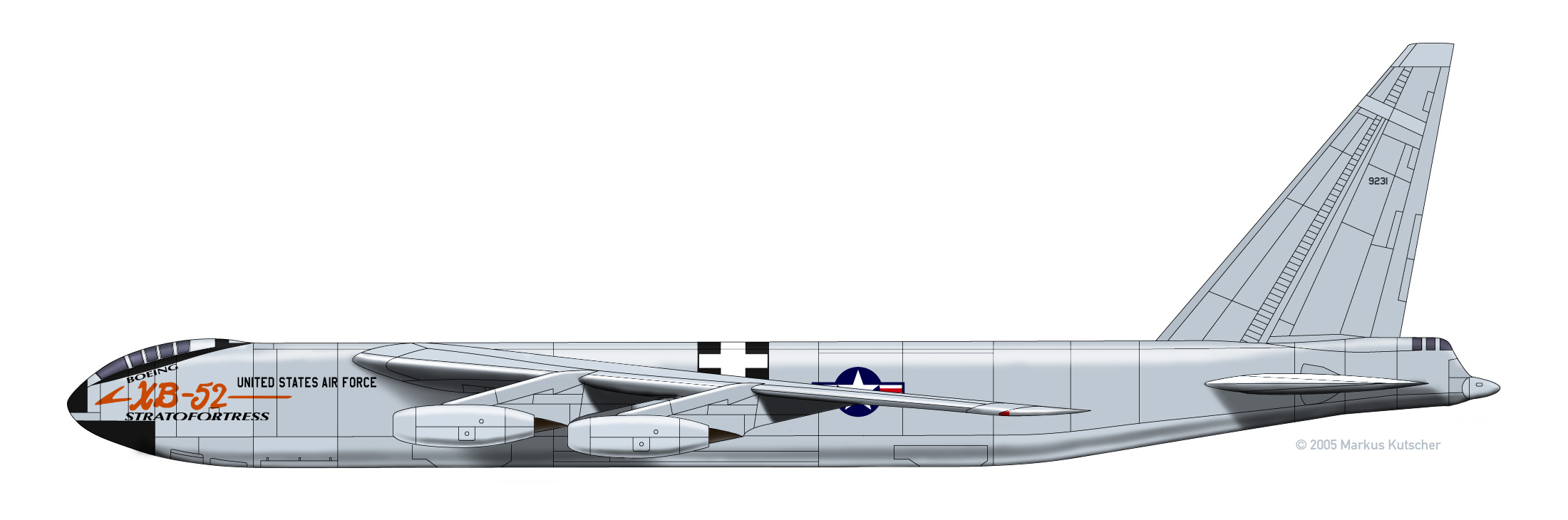
XB-52

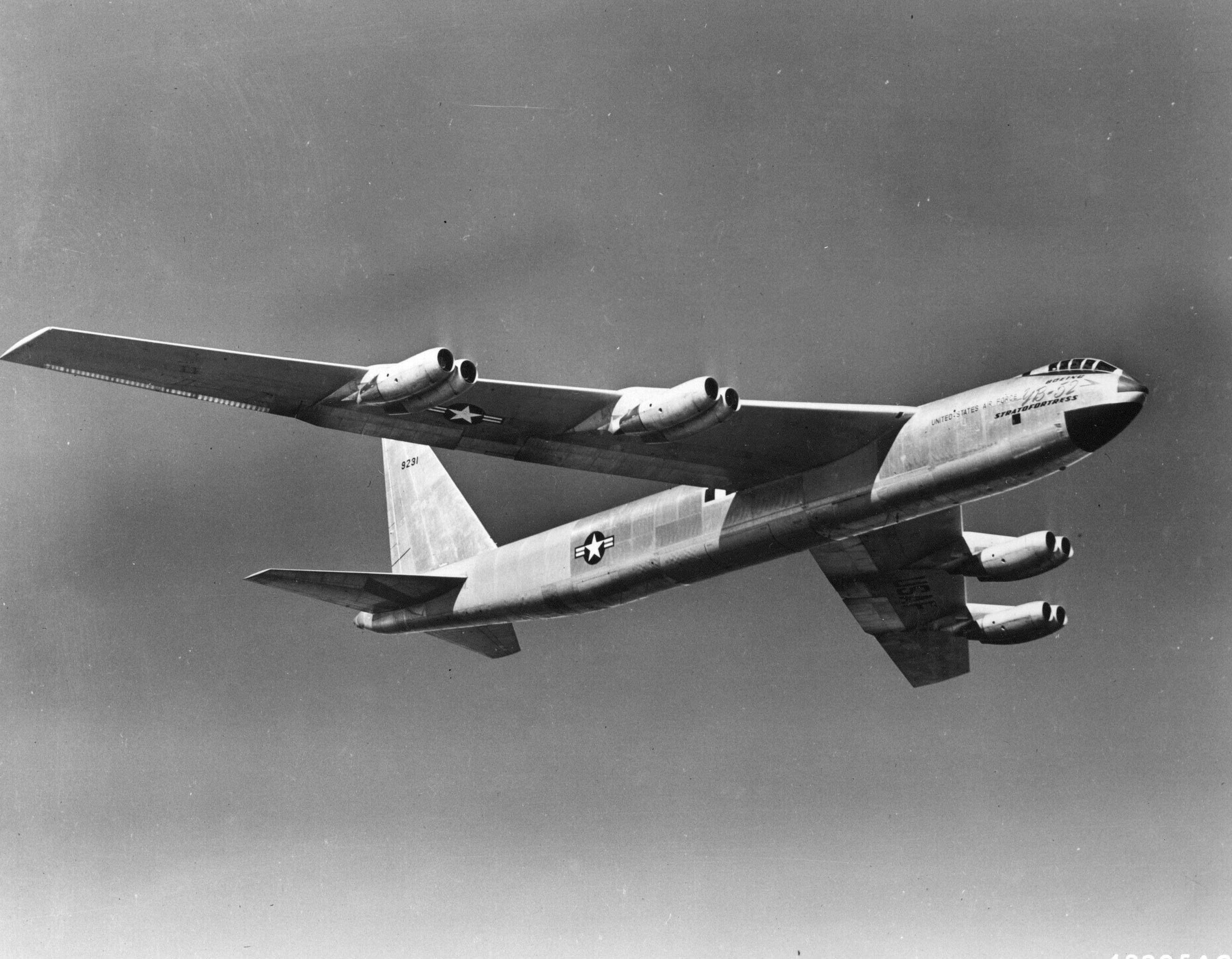
YB-52-Prototyp im Flug

In beiden Prototypen saßen die Piloten wie bei der B-47 hintereinander unter einer Glashaube. Diese Anordnung hatte LeMay bereits Anfang 1951 bemängelt, weil sie die Zusammenarbeit der beiden Piloten behinderte und weniger Platz für Instrumente ließ. In allen später gebauten B-52 waren die Pilotensitze dann nebeneinander angeordnet, dazu kamen vier Plätze für Navigatoren, Bombenschützen und Heckschützen, einer mehr als ursprünglich gefordert.
Da das Tragflächenprofil zu dünn war, um das eingefahrene Hauptfahrwerk des Schulterdeckers aufnehmen zu können, blieb nur die Möglichkeit, es in den Rumpf einzufahren. Vor und hinter dem im Schwerpunkt befindlichen Bombenschacht wurden nebeneinander an den Rumpfseiten mit relativer geringer Spurweite jeweils zwei Fahrwerksbeine mit je zwei Rädern angeordnet, an den Flügelspitzen zusätzlich Stützräder, die aber nur bei gefüllten Flügeltanks den Boden berühren. Die vorderen und hinteren Hauptfahrwerksgruppen haben eine identische Reifengröße. Durch diese Konfiguration kann die B-52 beim Startlauf nicht in Form der üblichen Startrotation die Nase zum Abheben deutlich anheben, um den Anstellwinkel zu erhöhen, sondern hebt mit allen vier Fahrwerksbeinen ohne größere Änderung der Rumpflage nahezu gleichzeitig von der Startbahn ab. Diese Eigenheit macht es notwendig, dass die Tragflächen einen Einstellwinkel von sechs Grad zum Rumpf haben, um ohne größere Rotationsbewegung um die Nickachse genügend Anstellwinkel haben und ausreichend Auftrieb erzeugen zu können. Darüber hinaus können alle Fahrwerksbeine – nicht nur das vordere Paar – um bis zu 20 Grad zu beiden Seiten ausgelenkt werden, um Seitenwind bei Start und Landung ausgleichen zu können. Der Zustand, bei dem dann mit einer von der Start- oder Landebahnachse abweichenden Ausrichtung der Rumpfmittelachse gerollt wird, wird crab walk („Krebsgang“) genannt.
Am 29. November 1951 fand der Rollout der XB-52 mit der Seriennummer 49-230 in Seattle statt. Weil deren Flügelstruktur bei Tests am Boden beschädigt worden war und sie aufwändig repariert werden musste, absolvierte das Vorserienmodell YB-52 (Seriennummer 49-231) am 15. April 1952 den Erstflug des neuen Bombers ohne größere Probleme. Nur drei Tage später flog das Konkurrenzmodell YB-60 erstmals, aber es zeigte schlechtere Leistungen und weniger Potenzial als die B-52. Das Projekt wurde daraufhin eingestellt. Am 2. Oktober 1952 führte schließlich auch die XB-52 ihren Erstflug durch. Ende des Jahres war dann der letzte Konkurrent um den Bomber der Zukunft aus dem Rennen: Der B-47Z-Entwurf konnte nicht so viele und vor allem nicht so große Bomben wie die Wasserstoffbombe befördern und kam daher für das SAC nicht länger als Alternative in Frage.

## Versionen und Modernisierungen

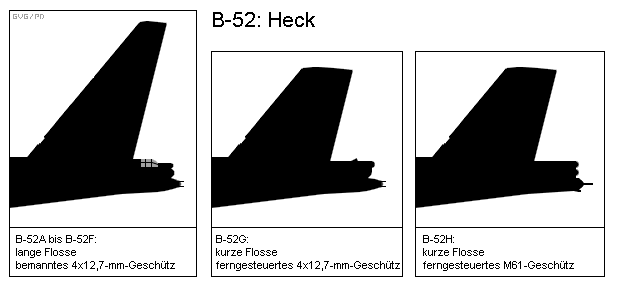
B-52-Heckformen

### Überblick
| Version         | Anzahl | Betriebszeit / Bemerkung                                                              |
| --------------- | ------ | ------------------------------------------------------------------------------------- |
| XB-52 und YB-52 | 002    | Prototypen; gebaut ab 1951, Tests bis 1958, beide Mitte der 1960er-Jahre verschrottet |
| B-52A           | 003    | Exemplare für Testzwecke; gebaut ab 1954, im Einsatz bis 1969                         |
| B-52B           | 023    | 1954–1966                                                                             |
| RB-52B          | 027    | 1954–1966                                                                             |
| B-52C           | 035    | 1956–1971                                                                             |
| B-52D           | 170    | 1956–1983                                                                             |
| B-52E           | 100    | 1957–1970                                                                             |
| B-52F           | 089    | 1958–1978                                                                             |
| B-52G           | 193    | 1958–1994                                                                             |
| B-52H           | 102    | 1960–heute                                                                            |
| NB-52           | 003    | Exemplare als Mothership für die NASA                                                 |
| Summe           | 744    |                                                                                       |

### Serienproduktion/B-52A
Die B-52A (Modell 464-201-0) war die erste Serienversion des Bombers. Allerdings reduzierte die Luftwaffe im Juni 1952 die Bestellung von 13 auf drei Exemplare für Tests, die übrigen zehn sollten als B-Version gebaut werden. Gegenüber den Prototypen besaß das A-Modell einige Veränderungen: Boeing konstruierte den Vorderrumpf neu, um mehr Platz für die nun nebeneinander sitzenden Piloten und Ausrüstung zu schaffen. Hinter den beiden Piloten saß der Elektronik-Offizier, ein Deck tiefer der Navigator/Bombenschütze und der Radar-Offizier. Zur Abwehr erhielt die B-52A im Heck ein bemanntes vierläufiges M3-Geschütz, Kaliber 12,7 Millimeter. Im Notfall konnte der Heckschütze es absprengen, um sich anschließend mit dem Fallschirm in Sicherheit zu bringen.
Verbesserte Triebwerke (J57-P-1W) nutzten Wassereinspritzung zur kurzzeitigen Leistungssteigerung etwa beim Start, zwei Außentanks für je 3785 Liter erhöhten die Reichweite. Zusätzlich erhielten ab dem A-Modell alle Maschinen eine Betankungsanlage zur Luftbetankung mit starrem Ausleger.
Die B-52A (Seriennummer 52-001) flog erstmals am 5. August 1954, im September war das letzte der drei Exemplare fertiggestellt. Sie blieben bis in die 1960er-Jahre für Testzwecke im Dienst.
Im August 1953 gab die Luftwaffe Pläne zur Anschaffung von 282 Flugzeugen bekannt, die zwischen Oktober 1956 und Dezember 1958 ausgeliefert werden sollten. Um dieses Ziel erfüllen zu können, eröffnete Boeing zum Bau der B-52 ein zweites Werk in Wichita (Kansas), das ab dem D-Modell in den Produktionsprozess eintrat.

### Indienststellung der B-52B

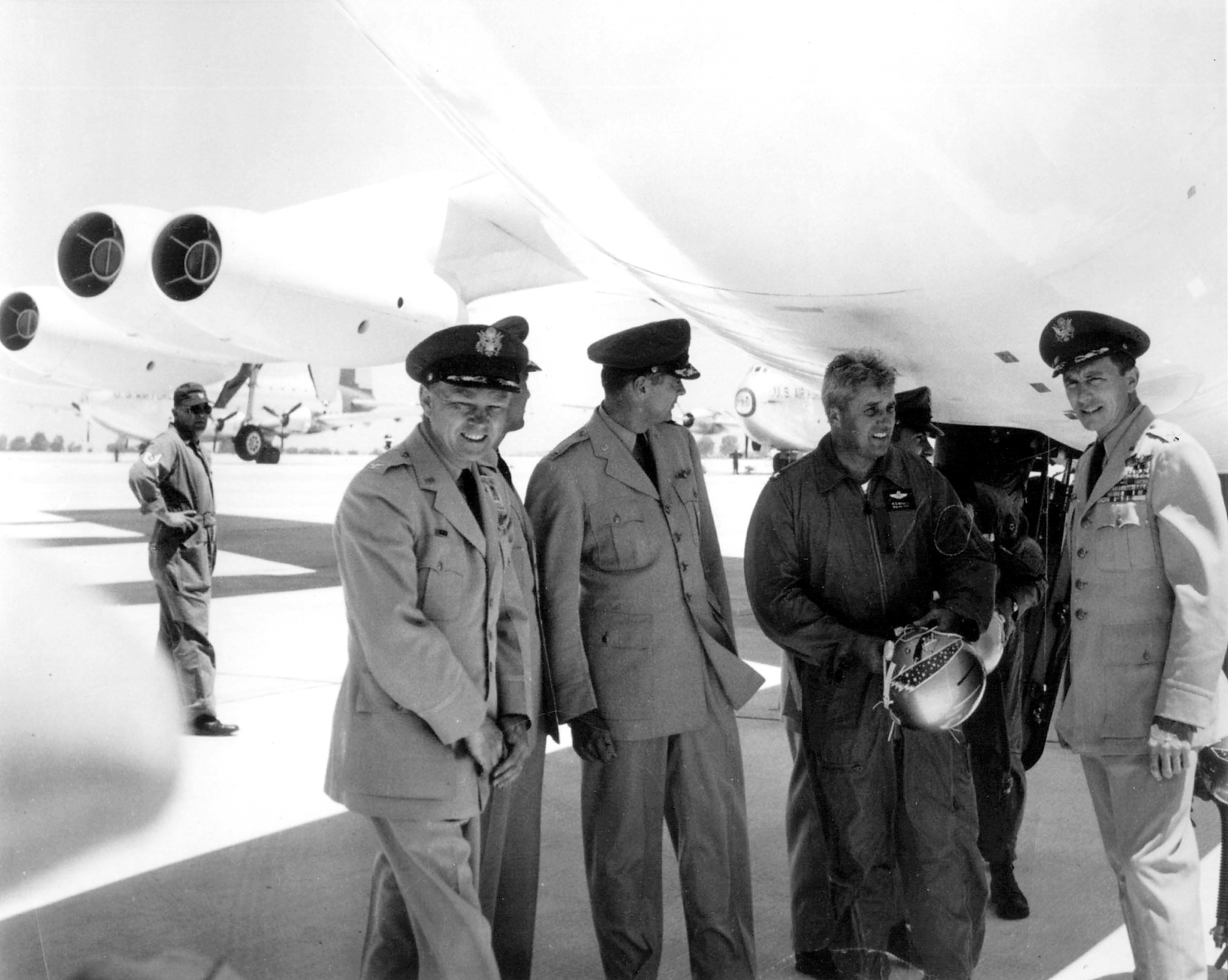
Die erste einsatzbereite B-52 am 29. Juni 1955 auf der Castle Air Force Base

Die B-52B war die erste einsatzfähige Version. Das Startgewicht stieg auf 190 Tonnen, neue Triebwerksversionen (J57-P-9W, -19W, -29W und -29WA) erhöhten den Schub auf maximal 53,8 Kilonewton. Von den 50 bestellten B-Modellen baute Boeing 27 Stück als RB-52B, die sich mit einem druckbelüfteten Aufklärungsbehälter ausstatten ließen. Er konnte bei Bedarf innerhalb von vier Stunden im Bombenschacht montiert werden, enthielt Radar- und Funkempfänger, Kameras sowie Aufzeichnungsgeräte und war mit zwei Operatoren auf Schleudersitzen besetzt. Zum regulären Einsatz kamen die Aufklärerversionen aber nie, denn noch im Jahr 1955 stufte die Luftwaffe die Aufklärungsmissionen als nachrangig ein und verwendete nur noch die Bezeichnung B-52.
Am 29. Juni 1955 stellte die US-Luftwaffe mit einer B-52B erstmals ihren neuen Bomber in Dienst, bei der 93rd Heavy Bomb Wing auf der Castle Air Force Base in Kalifornien. Diese erste Bombereinheit meldete am 12. März 1956 Einsatzbereitschaft. Die Piloten zeigten sich zwar begeistert von dem „ausgezeichneten“ Flugzeug, aber es gab auch technische Probleme. Nach mehreren Zwischenfällen im Jahr 1956 erhielten alle B-52 ein mehrwöchiges Flugverbot, bis defekte Generatoren ausgetauscht und Kraftstoff- und Hydrauliksysteme überarbeitet worden waren. Boeing lieferte die letzte B-52B im August 1956 aus. Im März 1965 begann das Strategic Air Command (SAC) mit der Ausmusterung der B-Modelle, die bis Anfang 1966 abgeschlossen war.

### B-52C
Das C-Modell unterschied sich nur wenig von der Vorgängerversion. Das Startgewicht stieg auf 204 Tonnen, die Außentanks fassten nun je rund 11.360 Liter. Die Wassereinspritzung der Triebwerke wurde verbessert und die Rumpfunterseite erhielt einen weißen Schutzanstrich zur Reflexion von Licht- und Wärmestrahlung bei Atombombenexplosionen. Auch die B-52C konnte eine Aufklärungskapsel im Bombenschacht aufnehmen, sie wurde aber nie in dieser Rolle eingesetzt. 35 Stück wurden produziert, sie standen ab Juni 1956 zur Verfügung und blieben bis September 1971 im Einsatz.

### Neues Einsatzprofil/B-52D

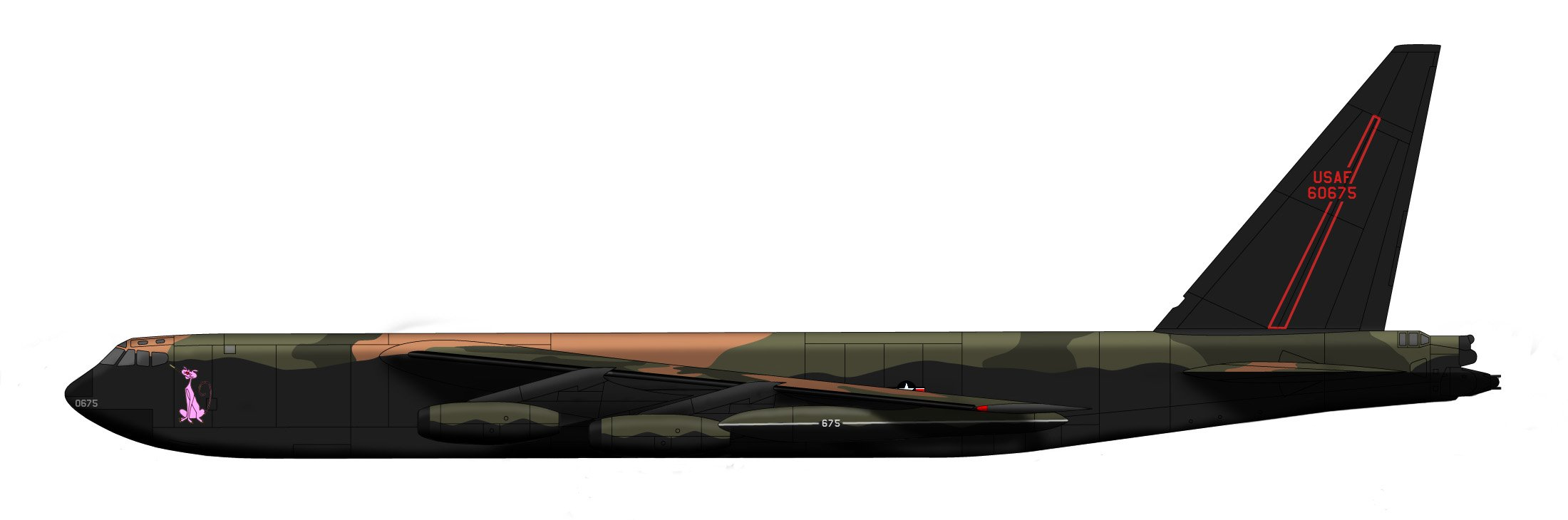
B-52D

Diese Version war die älteste, die tatsächlich als Bomber zum Einsatz kam (ab April 1966 im Vietnamkrieg), wenn auch nicht die erste (das war das F-Modell). Mit der D-Version begann die B-52-Produktion im großen Stil: 170 Exemplare baute Boeing von 1956 bis November 1957, davon 69 Stück erstmals auch am zweiten Produktionsstandort Wichita. Äußerlich unterschied sich die B-52D nicht vom Vorgängermodell. Die Elektronik wurde modernisiert und die Umrüstmöglichkeit zum Aufklärer entfiel endgültig.
Die steigende Anzahl der großen und schweren Bomber erforderte Umbaumaßnahmen auf den Stützpunkten. Zudem verteilte die Luftwaffe die Maschinen auf viele Basen, um das Risiko der Zerstörung der Bomberflotte durch den Gegner zu verringern.
Durch die verbesserte Flugabwehr der gegnerischen Streitkräfte waren die hochfliegenden Bomber zunehmend bedroht, sodass das SAC das Einsatzprofil der B-52 änderte. Im Rahmen des Big Four-Programms wurden sie ab November 1959 für Tiefflugeinsätze im feindlichen Luftraum ausgerüstet. Dazu gehörten Tiefflugradar, AGM-28 Hound Dog-Raketen und Geräte für elektronische Gegenmaßnahmen. Die Umrüstung betraf alle eingesetzten Modelle von B-52C bis -H und dauerte bis September 1963. Einsätze im Tiefflug belasteten die Struktur erheblich, daher waren ab 1960 immer wieder zeit- und kostenaufwändige Ausbesserungen nötig.
Für den Bombenkrieg in Südostasien konnten die D-Modelle nach dem Umbauprogramm Big Belly (Großer Bauch) ab Ende 1965 rund 30 Prozent mehr Bombenlast befördern, bis zu 27 Tonnen.
Die B-52D blieb bis 1983 im Einsatz bei der US-Luftwaffe.

### B-52E
Die einzige wesentliche Neuerung der B-52E (Modell 464-259) bestand in einem verbesserten Bomben-Navigationssystem (AN/ASQ-38), das in der Folge aber für Probleme sorgte und nachgebessert werden musste. Boeing produzierte von Anfang 1957 bis Juni 1958 100 E-Modelle, davon 58 Stück in Wichita. Der Erstflug fand am 3. Oktober 1957 statt, die Indienststellung beim Strategic Air Command erfolgte ab Dezember 1957. Die schrittweise Ausmusterung begann 1967 und dauerte bis Anfang der 1970er-Jahre.
Schon im Dezember 1956 hatte die Militärführung eine Aufstockung des B-52-Programms beschlossen. Statt sieben sollten nun elf Geschwader mit je 50 Maschinen ausgerüstet und die Produktion beschleunigt werden.

### B-52F
Den Anstoß zur Entwicklung der B-52F (Modell 464-260) gaben die verbesserten Triebwerke J57-P-43W mit nun je 61,2 Kilonewton maximaler Schubkraft. Insgesamt 89 Maschinen stellte Boeing von Ende 1957 bis November 1958 her, davon 44 letztmals im Stammwerk Seattle und 45 in Wichita, wo von nun an alle weiteren B-52-Exemplare produziert wurden. Das F-Modell flog erstmals am 6. Mai 1958 und nahm seinen Dienst beim SAC einen Monat später auf.
Speziell für den Einsatz in Südostasien ließ die US-Luftwaffe von Juni 1964 bis Juli 1965 durch die Programme South Bay und Sun Bath 74 B-52F mit veränderten Unterflügelstationen zur Aufnahme von mehr konventionellen Bomben ausrüsten, wodurch sich die maximale Bombenlast auf 17,3 Tonnen erhöhte. Ab Juni 1965 kamen die F-Modelle dann als erste SAC-Bomber überhaupt im Vietnamkrieg zum Einsatz, wurden aber schon ab April 1966 durch D-Modelle abgelöst, die durch den Big Belly-Umbau bis zu 27 Tonnen Bomben laden konnten.
Weitere technische Verbesserungen und Modifikationen für alle aktiven B-52 umfassten Anfang der 1960er-Jahre ein automatisches System zur Fehlererkennung und -speicherung sowie Maßnahmen gegen Treibstofflecks und -vereisung. Die Luftwaffe begann 1971 mit der Außerdienststellung der B-52F, die bis 1978 andauerte.

### B-52G

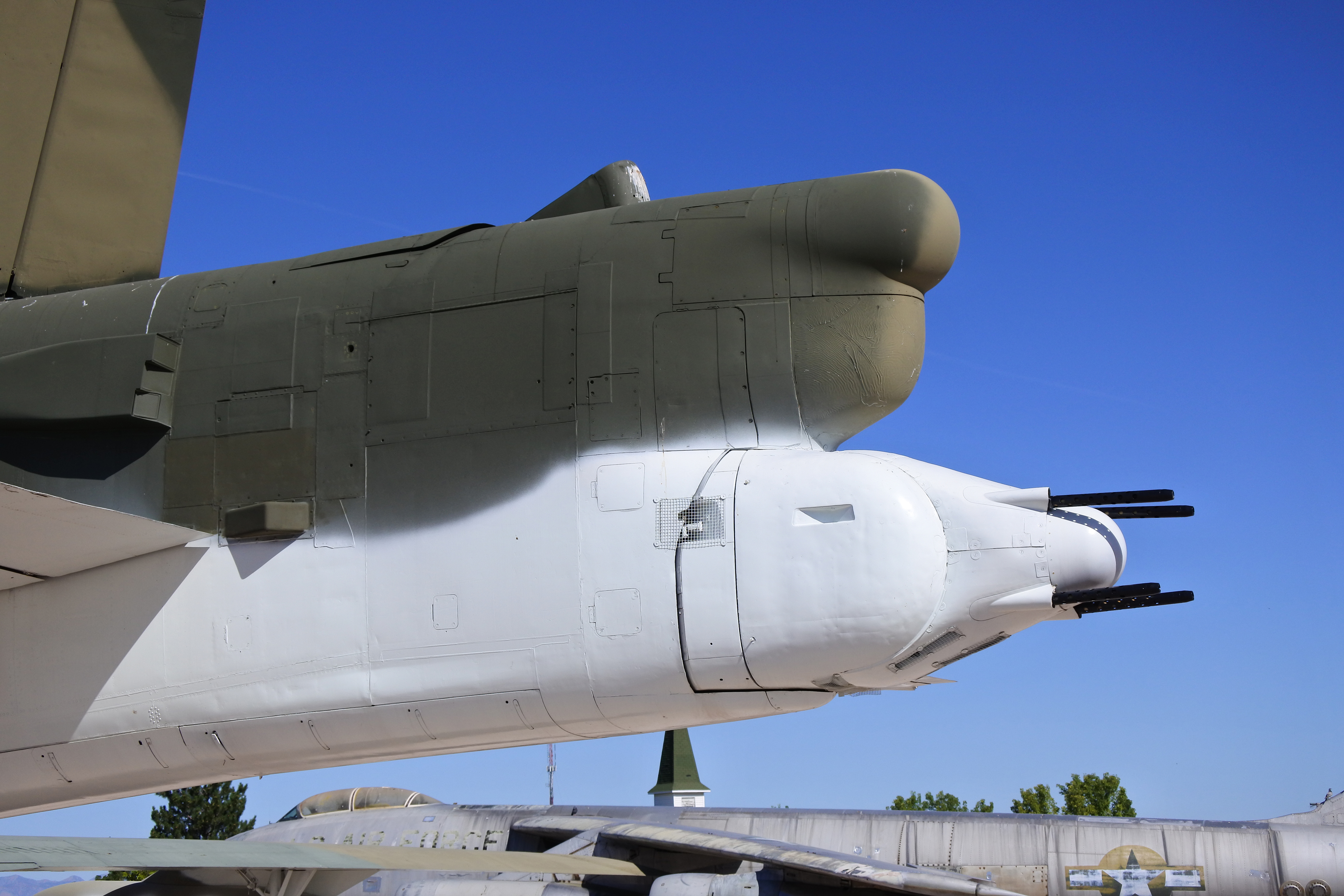
B-52G, Hill Aerospace Museum.

Eigentlich sollte Convairs neuer überschallschneller Bomber B-58 Hustler in den 1960er-Jahren einige Aufgaben der B-52 übernehmen und diese teilweise ersetzen. Als das B-58-Programm aber Mitte der 1950er-Jahre unter finanziellen und technischen Problemen litt und daher zur Diskussion stand, entschied sich die Luftwaffe im Juni 1956 für die Weiterentwicklung der B-52. Das Ergebnis war die B-52G (Boeing-Modell 464-253), die sich wegen des rund 2,4 Meter kürzeren Seitenleitwerks erstmals auch äußerlich deutlich von den früheren Versionen unterschied. Bei verringertem Leergewicht stieg das Abfluggewicht um rund 17 auf 221 Tonnen. Die Tragflächen wurden neu konstruiert und erhielten Integral- statt Gummitanks, was die Treibstoffkapazität trotz der verkleinerten Außentanks am Flächenende um rund 16 Prozent auf insgesamt 181.600 Liter erhöhte und so die Reichweite ohne Luftbetankung steigerte.
Auf Querruder wurde völlig verzichtet und die Steuerung um die Längsachse übernahmen die Rollspoiler. Der Heckschütze saß nun vorn bei der übrigen Besatzung und steuerte das M3-Geschütz fern. Aufgewertet wurden außerdem das Feuerleitsystem, die Ausrüstung für elektronische Gegenmaßnahmen und die Wassereinspritzung der Triebwerke.
Als neue Waffe stand dem G-Modell die ADM-20 Quail zur Verfügung – ein strahlgetriebener Flugkörper, der durch seine Flugeigenschaften, Radarquerschnitt und elektromagnetische Abstrahlung dem gegnerischen Radar eine B-52 vortäuschte.
Von 1958 bis Februar 1961 produzierte Boeing 193 B-52G, mehr als von jeder anderen Version. Der Erstflug fand am 31. August 1958 statt. Die Indienststellung begann am 13. Februar 1959, einen Tag nach der Ausmusterung des letzten B-36-Bombers. Von nun an bestand die SAC-Bomberflotte ausschließlich aus strahlgetriebenen Flugzeugen.
Der größere Unterschied zwischen Leer- und Abfluggewicht sorgte für eine stärkere strukturelle Belastung der Tragflächen, so dass hier von 1961 bis 1964 Nachbesserungen durchgeführt wurden.
Die B-52G kam ab Mitte 1972 im Vietnamkrieg zum Einsatz, wobei sieben Maschinen verloren gingen. Im Zweiten Golfkrieg 1991 flogen sie Angriffe gegen irakische Ziele. Bis 1994 waren alle Exemplare ausgemustert. Die B-52G war das letzte Modell mit Turbojet-Triebwerken.

### B-52H

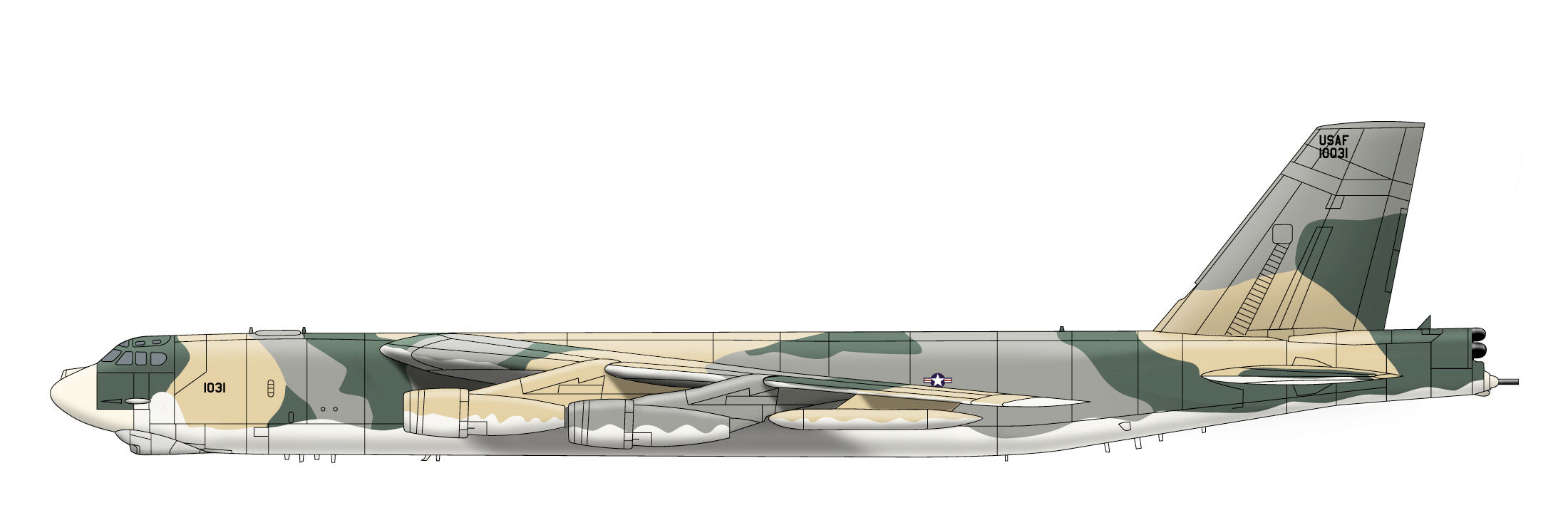
B-52H im alten Tarnanstrich

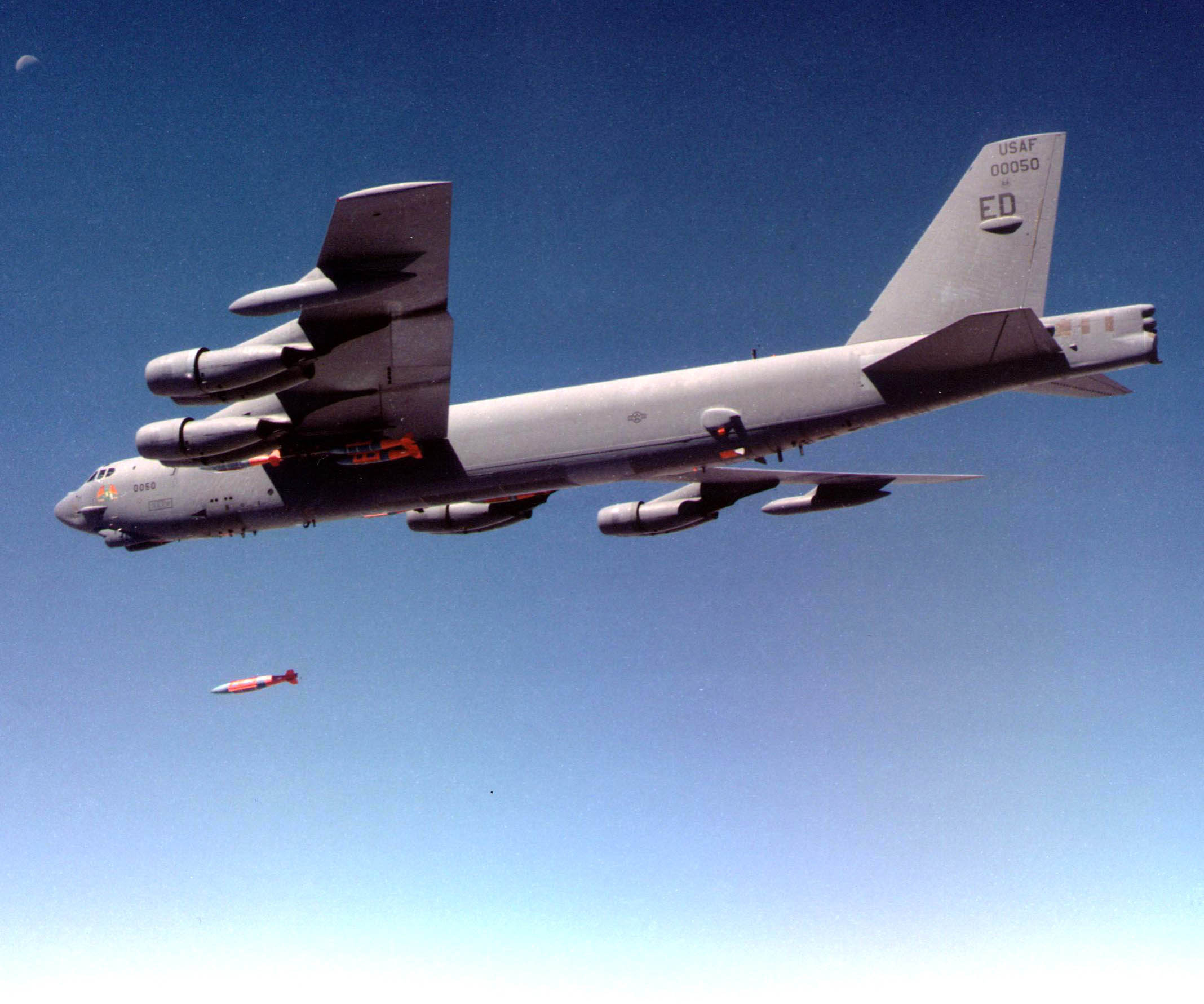
Boeing B-52H beim Testabwurf einer Joint Direct Attack Munition

Als 1959 immer noch kein neuer Bombertyp als Ersatz für die B-52 in Sicht war, begann Boeing mit der Arbeit an einer weiteren – letzten – Version, der B-52H (Modell 464-261) – die einzige Version, die heute noch im Einsatz ist. Sie erhielt die neuen Turbofantriebwerke TF33, die Pratt & Whitney aus dem Turbojetmodell J57 entwickelt hatte. Die neue Konstruktion kommt bei höherer Leistung ohne Wassereinspritzung aus und verbraucht weniger Treibstoff. Dadurch erhöhte sich die Reichweite auf bis zu 16.000 Kilometer. Die vier 12,7-mm-M3-Heckgeschütze ließ die US-Luftwaffe durch ein ebenfalls ferngesteuertes sechsläufiges Gatling-Geschütz vom Typ M61 Vulcan ersetzen. Die Schlagkraft sollte durch die AGM-48 Skybolt gesteigert werden, eine zweistufige Feststoffrakete hoher Reichweite mit nuklearem Gefechtskopf, die allerdings nie zur Einsatzreife gelangte.
Ein zur YB-52H umgebautes G-Modell mit den neuen Triebwerken flog erstmals am 10. Juli 1960, das erste Produktionsmodell am 6. März 1961. Im Mai desselben Jahres nahmen die ersten B-52H ihren Dienst beim Strategic Air Command auf, die letzte von 102 gebauten Maschinen (Seriennummer 61-0040) und damit letzte B-52 überhaupt wurde von der Luftwaffe am 26. Oktober 1962 übernommen.
Die Produktionskosten betrugen laut US-Luftwaffe 9,28 Millionen US-Dollar pro Exemplar der H-Version (unter Berücksichtigung der Inflation entspricht dies einem heutigen Wert von rund 98 Millionen US-Dollar). Davon entfielen 6,08 Millionen auf die Zelle und 1,64 Millionen auf die Triebwerke. Die durchschnittlichen Wartungskosten lagen Mitte der 1970er-Jahre bei 1182 US-Dollar pro Flugstunde.

### B-52J
Der Umbau von 76 Flugzeugen des Typs B-52H auf das Triebwerk Rolls-Royce BR700#F130 sowie die Ausrüstung der Flugzeuge mit einem neuen Radar, dies beginnend schon 2023, führen zu einem veränderten Gesamtsystem, welches nach Usus der Streitkräfte zu einer Umbezeichnung führt. Die letzte Umbezeichnung war (alleine) aufgrund der neuen Triebwerke erfolgt. Laut einem Dokument der Air Force zum Fiskaljahr 2024 wird die Bezeichnung B-52J lauten.

### Modernisierungen 1971–2023
Von 1971 bis 1976 wurden alle 270 noch aktiven B-52G und B-52H für ihre Tiefflugeinsätze mit einem elektro-optischen Sichtsystem ausgerüstet, bestehend aus einer Infrarotkamera (FLIR) und einer Kameraoptik mit Restlichtverstärker. Die umgerüsteten Flugzeuge waren an zwei Ausbuchtungen unter dem Bug zu erkennen. Die gleichen Maschinen wurden ab 1971 auch zur Verwendung von AGM-69 SRAM ertüchtigt, einer als Ersatz für die AGM-28 Hound Dog beschafften nuklearen Luft-Boden-Rakete geringer Reichweite.
In den 1980er Jahren folgten weitere Modernisierungen und neue Waffen. Von 1980 bis 1986 lief ein Programm zur Erneuerung der Avionik. Ab 1982 bis 2005 konnte die B-52 als einziges Flugzeug der US-Streitkräfte Marschflugkörper einsetzen, zunächst die AGM-86 ALCM, ab 1990 die AGM-129 ACM und seit Oktober 2003 die AGM-158 JASSM. Erst seit August 2005 ist die AGM-158 auch von der B-1 Lancer aus einsatzbereit. Schiffsbekämpfung ist seit 1985 mit AGM-84 Harpoon möglich, außerdem stehen nach wie vor freifallende Atombomben des Typs B61 und B83 zur Verfügung.
Da Angriffe durch feindliche Jagdflugzeuge immer unwahrscheinlicher erschienen, wurde das Heckgeschütz zwischen 1991 und 1994 bei allen B-52 entfernt, wodurch auch der Heckschütze entfiel. Die Luft-Boden-Rakete AGM-142 Have Nap gehört seit 1992 zum Waffenarsenal. 1994 folgte eine weitere Aufwertung der Elektronik mit GPS-Empfänger, verschlüsselter Kommunikation und Schnittstellen für neue Lenkwaffen wie die AGM-154 Joint Standoff Weapon.
Am 21. Mai 2009 startete eine B-52H mit CONECT (Combat Network Communications Technology) zum Erstflug. Durch dieses Technikupdate kann die B-52 auf das digitale Kommunikationsnetzwerk der Air Force zugreifen und so eine Verbindung mit den Air-Force-Kommandozentralen, den Bodentruppen oder anderen herstellen. Dadurch kann die B-52 beispielsweise Informationen oder Missionsupdates während des Fluges empfangen und senden. Dies bedeutet ein Plus an Flexibilität und Sicherheit.
Das Radar Modernization Program (RMP) der Air Force hat zum Ziel, ein neues Radar in die verbleibenden 76 Bomber B-52 einzubauen und wurde mit der Ankunft der ersten B-52 am Umbaustandort San Antonio im Juni 2023 aufgenommen. Beim neuen Radar handelt es sich um ein modernes Breitband-AESA-Radar, die Form des Radom soll dadurch aerodynamischer werden. Zwei hochauflösende und großflächige Touchscreen-Displays, sowie zwei Prozessoren für das Display-Sensor-System, welche das Radar mit anderen B-52-Systemen verbinden, gehören zur Modernisierung. Damit sollen die B-52 bis ins Jahr 2027 für 2,8 Milliarden Dollar „jagdflugzeugähnliche“ Fähigkeiten bekommen und mehrere Ziele gleichzeitig bekämpfen können.

### Umrüstung auf neue Triebwerke – Pläne und Realisierung
Mehrfach gab es Pläne, die acht TF33-Triebwerke der B-52H durch modernere zu ersetzen. Boeing schlug im Juni 1996 vier Rolls-Royce RB211 als neue Motorisierung vor und versprach eine Einsparung von sechs Milliarden US-Dollar bei Umrüstung aller 94 Maschinen (später reduziert auf 4,7 Milliarden US-Dollar bei 71 Maschinen). Studien der Luftwaffe und des Instituts für Verteidigungsanalysen ergaben aber Mehrkosten von 1,3 beziehungsweise einer Milliarde US-Dollar gegenüber der Beibehaltung und Wartung der TF33. Demnach hatte Boeing die Inflation, die zu erwartende Preissteigerung des Treibstoffs, die Wartungsanfälligkeit und die Wartungskosten der vorhandenen Motoren jeweils zu hoch angesetzt und war so auf das prognostizierte Einsparpotenzial gekommen.
Nachdem seit 1996 durch die USAF insgesamt 13 Studien zur Triebwerksumrüstung durchgeführt wurden, wurde 2019 geplant, die bisherigen TF33 durch acht Triebwerke mit ähnlicher Größe, Gewicht und Schub zu ersetzen. Die Wartungskosten sollen gesenkt und der Triebwerkswirkungsgrad um mindestens 20 % erhöht werden. Die Umstellung auf vier Triebwerke würde die Effizienz weiter verbessern, hätte aber auch neue Triebwerksgondeln und tiefgehende Veränderungen der Flugzeugsysteme erfordert, vor allem an den Tragflächen und dem Treibstoffsystem, und entsprechend höheren Aufwand verursacht. Die Entscheidung für einen Triebwerkstyp sollte ursprünglich Mitte 2020 bekanntgegeben werden und danach zwei B-52H umgerüstet werden, bevor ab 2026 die 74 Triebwerkssätze beschafft werden sollten. Das Umrüstungsprojekt soll 2034 abgeschlossen sein. Konkurrenten in dem Wettbewerb waren Rolls-Royce mit dem F130, das eine Variante des BR725 ist und auch schon bei der C-37A/B und E-11A eingesetzt wird, und General Electric, die das CF34-10 anboten. Pratt & Whitney schlug neben einer Generalüberholung der TF33-Triebwerke auch den Neuentwurf PW800 vor.
Am 24. September 2021 gab das Pentagon die Entscheidung bekannt, die Triebwerke durch das Rolls-Royce F130 zu ersetzen. Um die Umbaukosten niedrig zu halten, werden somit weiterhin acht Triebwerke verbaut. Dennoch verringern sich durch niedrigere Wartungskosten und niedrigeren Verbrauch die Betriebskosten erheblich; die vergrößerte Reichweite vermindert auch die Zahl der notwendigen Luftbetankungen. Außerdem gehören auch die charakteristischen schwarzen Rauchwolken der Vergangenheit an.

### Alternative Treibstoffe
Die B-52 wurde das erste Flugzeug, mit dem die US-Luftwaffe die Verwendung alternativen Treibstoffs testete. Am 19. September 2006 startete auf der Edwards Air Force Base eine B-52H zu einem Testflug, bei dem bei zwei Triebwerken ein 50:50-Gemisch aus gewöhnlichem JP-8-Treibstoff und durch das Fischer-Tropsch-Verfahren gewonnenen synthetischen Kraftstoff verwendet wurde.

### Geplante weitere Modernisierungen
Die Luftwaffe plante seit 2004, die B-52 für Einsätze zur elektronischen Kampfführung auszurüsten. Sie sollte dafür Vorrichtungen für je zwei Elektronikbehälter unter den Tragflügeln erhalten, in Form und Größe ähnlich den bisherigen Außentanks. Die vorläufig B-52 SOJ (für Stand-Off Jammer, deutsch: Abstandsstörer) genannte Version sollte die Kommunikation des Gegners aus der Distanz stören. Vorgesehen war die Anschaffung von 36 Behälterpaaren und die Umrüstung von 76 B-52H. Nach den ursprünglichen Planungen sollten die ersten Exemplare bis 2009 umgebaut und 2012 voll einsatzbereit sein. Ende 2005 gab die Luftwaffe das Projekt jedoch auf, da die Kosten von ursprünglich veranschlagten einer Milliarde US-Dollar auf sieben Milliarden gestiegen waren. Daraufhin beantragte das Verteidigungsministerium für das Finanzjahr 2007 keine Mittel mehr für das Programm. Stattdessen hat die Luftwaffe sich vertraglich die Mitarbeit der United States Navy gesichert, die bis zum Jahr 2012 bei Bedarf Einsätze von Luftwaffengeschwadern mit EA-6B Prowler begleitet, die auf elektronische Kampfführung ausgelegt sind.
Am 16. Juni 2006 gab die Militärführung bekannt, dass Boeing einen Vertrag über 150 Millionen US-Dollar erhalten hat. In dem Smart Weapons Integration Next Generation (SWING) genannten Programm sollen die Waffenelektronik und -halterungen des Bombers bis Ende 2020 modernisiert werden, um neue Waffensysteme aufnehmen und einsetzen zu können. Dazu gehören unter anderem die kleine Präzisionsbombe Small Diameter Bomb, der Marschflugkörper AGM-158B JASSM-ER mit gesteigerter Reichweite und der Täuschkörper Miniature Air Launched Decoy (MALD). Bis April 2016 sollen sechs B-52 mit dem neuen System namens „1760 Internal Weapons Bay Upgrade (IWBU)“ ausgestattet und getestet werden. Nach erfolgreicher Testung sollen bis Oktober 2017 38 B-52 mit dem neuen System ausgestattet werden. Der 1760 IWBU ermöglicht den Bombern auch intern GPS-gesteuerte Munition aufzunehmen und steigert so signifikant die Leistung und Effizienz der B-52 bei Operationen, bei denen hohe Präzision erforderlich ist.
Im Januar 2016 wurde bekannt gegeben, dass die Harris Corporation einen Vertrag erhalten hat, demzufolge sie das elektronische Gegenmaßnahmensystem der B-52 gegen radargelenkte Waffen verbessern soll. Dabei soll das System gleichzeitig vereinfacht, verbessert und leichter werden.

### Perspektiven für den weiteren Einsatz

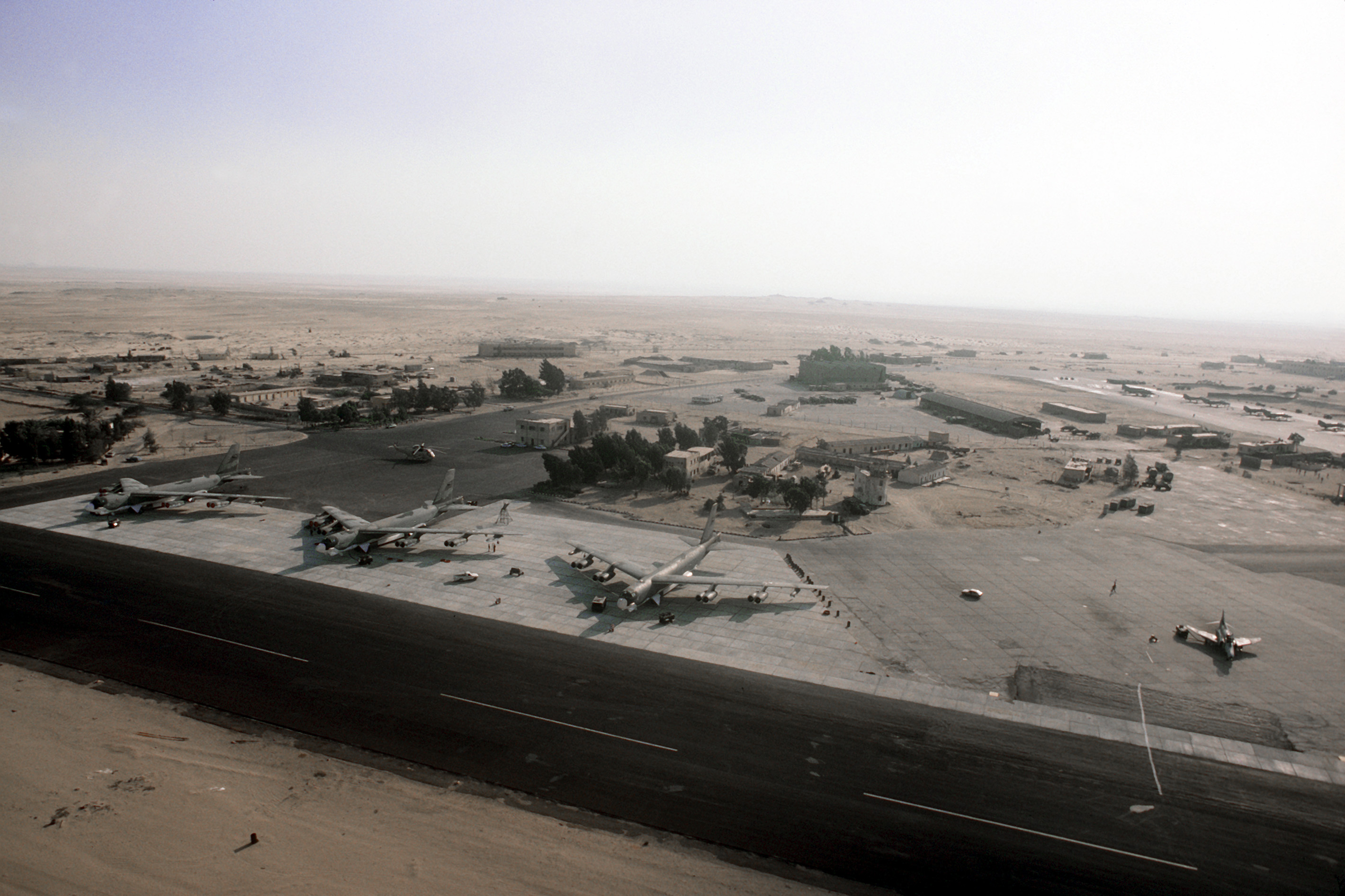
B-52 der US-Luftwaffe auf einer ägyptischen Basis bei Kairo, 1983

Seit 1986 stand mit der B-1 Lancer erstmals ein Nachfolgemodell bereit, das im Gegensatz zur Stratofortress auch bei Überschallgeschwindigkeit und in stärker verteidigten Lufträumen im Tiefflug operieren und zudem (zumindest theoretisch) eine beinahe doppelt so große Bombenlast tragen konnte. Der Tarnkappenbomber B-2 Spirit übernahm als weiterer Langstreckenbomber seit 1997 vor allem Einsätze gegen hochverteidigte Ziele. Da keiner der neuen Bomber so viele verschiedene Waffen einsetzen kann wie die B-52 und sie die einzige Startplattform für strategische Marschflugkörper der USAF ist, bleibt sie weiterhin im Dienst.
Von den insgesamt 744 gebauten B-52 standen Anfang 2006 noch 94 Exemplare im aktiven Dienst der US-Luftwaffe, sämtlich H-Modelle mit Turbofan-Triebwerken. Davon werden 44 ständig einsatzbereit gehalten. Nach der Auflösung des Strategic Air Command Mitte 1992 sind sie dem Air Combat Command (84 Maschinen) und dem Air Force Reserve Command (neun Maschinen) zugeordnet und auf den Luftwaffenstützpunkten Barksdale, Louisiana und Minot, North Dakota stationiert. Dazu kommt eine B-52H des Air Force Materiel Command für Testzwecke auf dem Stützpunkt Edwards in Kalifornien und das NASA-Mutterschiff NB-52H, ebenfalls in Edwards.
Schon Ende der 1990er-Jahre plante das Verteidigungsministerium, die Anzahl der B-52 auf 76 Maschinen zu reduzieren, was der US-Kongress aber ablehnte. Als Kompromiss erhielten 18 der 94 B-52 den Status der „Verschleiß-Reserve“. Die im Februar 2006 im Quadrennial Defense Review Report veröffentlichte Streitkräfteplanung sah für die nächsten Jahre vor, die Anzahl der B-52 auf 56 zu reduzieren und die dadurch eingesparten Mittel in die Modernisierung der B-52-, B-1- und B-2-Bomber zu investieren. Seit Oktober 2006 erlaubt der Kongress unter Auflagen die Außerdienststellung von maximal 18 Maschinen, wobei 44 B-52 ständig einsatzfähig sein sollen. Am 30. Juli 2008 wurde die erste B-52H außer Dienst gestellt, und weitere 17 folgten bis Mitte 2009.
Ein Teil der Flotte sollte Stand 2015 technisch so verändert werden, dass er keine Nuklearwaffen tragen kann, um den mit Russland geschlossenen Vertrag New START einzuhalten.
Die verbleibenden Maschinen vom Typ B-52H werden mit neuem Radar sowie mit neuen F130-Triebwerken von Rolls-Royce ausgerüstet, um bis in die 2050er-Jahre einsatzbereit zu sein, sie wären dann also rund 100 Jahre alt. 2023 wurde für dieses Upgrade, das in der Version B-52J enden wird, eine seit zwanzig Jahren abgestellte B-52 nach Oklahoma überführt, wo sie den Ingenieuren bei der Zusammenführung von Theorie und Praxis dieser Umbauten zur Verfügung steht.

### NB-52 der NASA

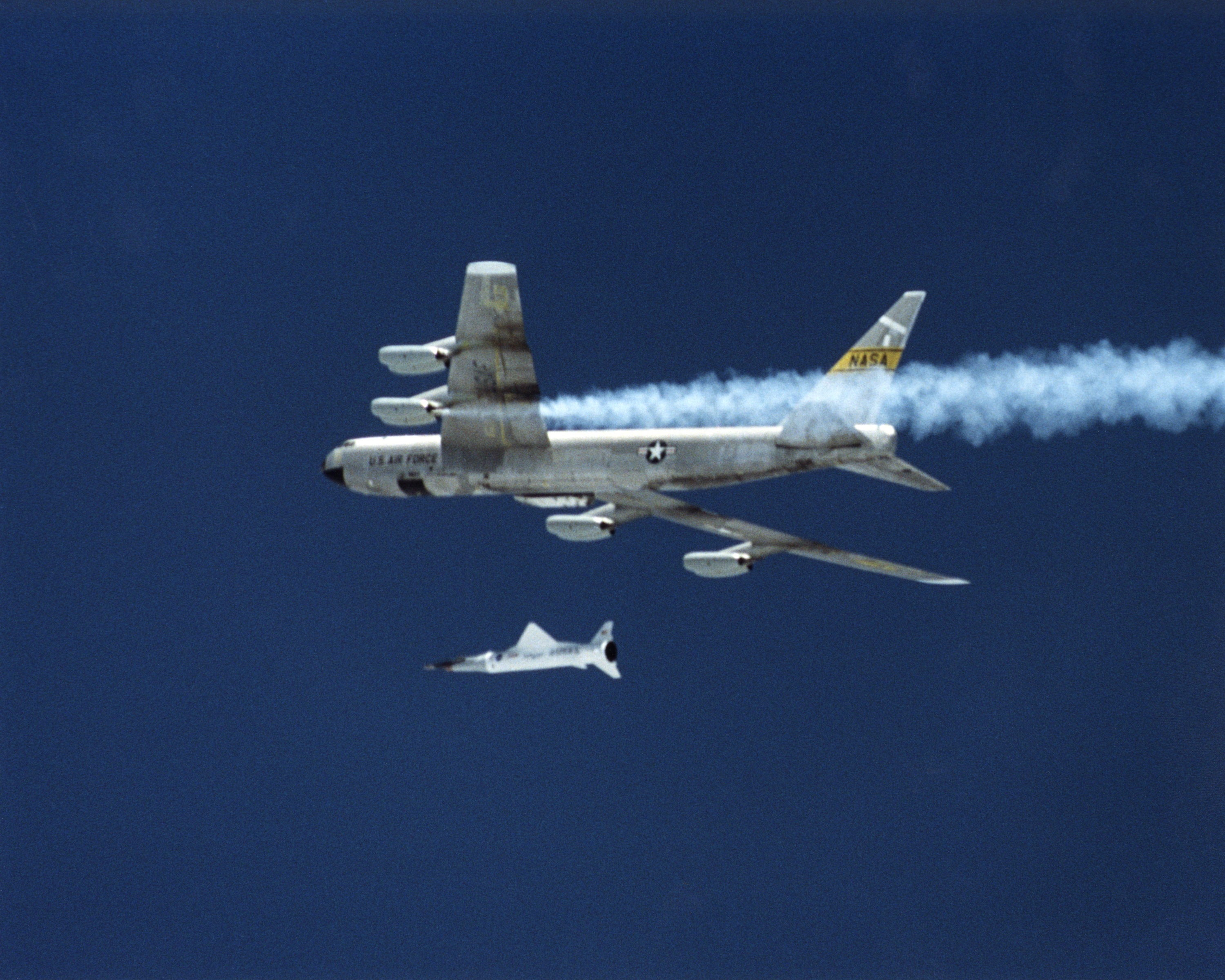
NB-52B (NASA-008) mit dem Testflugzeug X-43

Drei verschiedene Exemplare der B-52 wurden im Laufe der Jahre umgebaut, erhielten die Bezeichnung NB-52 und dienten der NASA als mothership (Mutterschiff); sie trugen unter anderem bemannte und unbemannte Experimentalflugzeuge und Raketen in große Höhen, um sie dort für Tests auszuklinken. Die NASA betrieb zwar die Flugzeuge, sie blieben aber Eigentum der US-Luftwaffe mit entsprechender Markierung und Kennzeichen.
Die dritte und letzte gebaute B-52A (Seriennummer: 52-003) war die erste Maschine dieser Art: Sie sollte die X-15 zur Erforschung des Überschallfluges tragen und wurde Anfang 1959 zur NB-52A umgewidmet. Die USAF montierte einen Pylon zur Aufnahme der X-15 unter der rechten Tragfläche zwischen Rumpf und erster Motorgondel. Dabei musste ein rund 1,8 × 2,4 Meter großes Stück der Flügelhinterkante entfernt werden, um Platz für das Heckleitwerk der X-15 zu schaffen. Der erste Flug zum Testen dieser Konfiguration fand am 10. März 1959 auf der Edwards Air Force Base in Kalifornien statt, am 8. Juni wurde die X-15 erstmals ausgeklinkt und glitt wie geplant antriebslos zu Boden, der Erstflug der X-15 mit Raketenantrieb folgte am 17. September 1959. Die NB-52A führte 59 der insgesamt 199 X-15-Flüge durch, bevor sie 1968 außer Dienst gestellt wurde. Danach wurde sie dem Pima Air & Space Museum in Tucson, Arizona übergeben.
Ebenfalls schon seit 1959 flog die NB-52B (52-008) für die NASA. Sie startete die übrigen 140 Flüge der X-15 und transportierte unter anderem Feststoffraketen des Space Shuttle für Testzwecke. Ihr letzter Einsatz fand im Rahmen des X-43-Programms statt. Als sie am 17. Dezember 2004 an die Luftwaffe rückübertragen wurde, war sie das älteste Flugzeug der NASA, die älteste noch flugfähige B-52, und gleichzeitig die mit den wenigsten Flugstunden. Seither ist die NASA-008 auf der Edwards Air Force Base ausgestellt (34° 59′ 35″ N, 117° 53′ 1″ W).
Als Ersatz übernahm die NASA schon am 30. Juli 2001 ihr bisher drittes mothership, die NB-52H (61-0025), ein 1961 gebautes H-Modell, das bis Ende 2004 umgerüstet wurde.

## Einsatz

### Strategic Air Command
Die B-52 war lange Zeit das Rückgrat des Strategic Air Command (SAC). Die erste Maschine wurde am 29. Juni 1955 an einen Einsatzverband geliefert und löste ihren Vorgänger, die Boeing B-47 Stratojet, ab. Am 21. Mai 1956 erfolgte durch eine B-52 der erste US-amerikanische Testabwurf einer Wasserstoffbombe über dem Bikini-Atoll, wobei die Zielmarkierung durch einen Fehler der Besatzung um vier Meilen verfehlt wurde (Operation Redwing Cherokee).
Von Oktober 1957 bis 1991 galt ein verschärftes Alarmkonzept des SAC, nach dem die Bomber 15 Minuten nach der Alarmierung in der Luft sein sollten. Hierzu wurden unter anderem das Minimum Interval Takeoff-Verfahren (MITO) entwickelt, bei dem die Bomber einer Staffel in extrem kurzen Zeitabständen hintereinander starteten. Darüber hinaus gab das SAC Anfang 1961 bekannt, dass ständig B-52 mit Atomwaffen an Bord im Rahmen einer permanenten fliegenden Bereitschaft in der Luft seien. Bei den unter dem Namen Chrome Dome bekannt gewordenen Einsätzen flogen die Bomber täglich zwölf 24-stündige Missionen auf drei Routen, von denen eine von den USA über den Nordatlantik zum Mittelmeer und zurück führte.
Am 22. Oktober 1962 erhöhte das SAC wegen der Kubakrise die Zahl der Chrome-Dome-Einsätze auf 66 täglich, bis sie nach dem Ende der Krise wieder auf Normalmaß reduziert wurden. Ende Februar 1968 änderte die Luftwaffe ihre Einsatzdoktrin und beendete die fliegende atomare Bereitschaft ihrer B-52, wozu einige Unfälle mit Kernwaffen (s. unten) beitrugen.
Kurz nach dem Beginn der Lieferung der ersten B-52 zeigte sich bereits, dass der hochfliegende Unterschall-Atombomber von einer einfachen Flugabwehrrakete abgeschossen werden konnte. So gab es bereits 1955 erste Untersuchungen durch die Air Force und Boeing, welche die Belastungen durch Böen im Tiefflug untersuchten, aber keine gravierenden Probleme aufwarfen. Aber 1961 zeigten sich bei Maschinen des SAC erste Risse, zum Teil bei Maschinen mit erst 300 Flugstunden. Die Maschinen ab der G-Serie waren strukturell verändert und wurden deswegen vermehrt zu Tiefflugeinsätzen innerhalb der Bereitschaft herangezogen. Daher wurde ein 210 Millionen US-Dollar teures Umbauprogramm initiiert, das teilweise die formale Einsatzbereitschaft des SAC gefährdete. Trotzdem kam es immer wieder zu strukturellem Versagen. So wurde einer B-52H während eines Prüfungsfluges im Tiefflug das Seitenleitwerk abgerissen.
Die B-52 galt bereits Anfang der 1960er-Jahre konzeptionell als veraltet und es wurden Bemühungen unternommen, die Maschine durch modernere Konstruktionen wie die B-58 Hustler, die B-70 Valkyrie und die B-1 Lancer zu ersetzen. Letztlich blieb die B-52 aufgrund der Fähigkeit, sehr große Lasten zu tragen und zum Einsatz zu bringen, sowie wegen der aufgrund ihrer Luftbetankung praktisch unbegrenzten Reichweite im Dienst. Die Verwendung von Abstandswaffen ermöglicht bis zum heutigen Tag erfolgversprechende Einsätze trotz der geringen Geschwindigkeit, der geringen Manövrierfähigkeit und der großen Radarsignatur.

### Rekorde
Mit einer B-52H wurden zwei FAI-Absolutrekorde aufgestellt: am 11. Januar 1962 flog eine Maschine ohne Landen und Nachbetanken 20.168,78 km von Okinawa nach Madrid. Für diesen Rekordflug wurde die Startmasse, die während des regulären Einsatzes auf 221 t begrenzt ist, auf ca. 250 t angehoben, und der Start wurde mit Hilfe des Feststoffboosters durchgeführt. Der zweite Absolutrekord auf einem Rundkurs (18.245,05 km), auch mit extremer Startmasse, folgte am 7. Juni 1962. Bereits am 14. Dezember 1960 war mit einer B-52G ein Rekord (16.220,36 km) aufgestellt worden.

### Zwischenfälle

#### Zwischenfälle ohne Kernwaffen

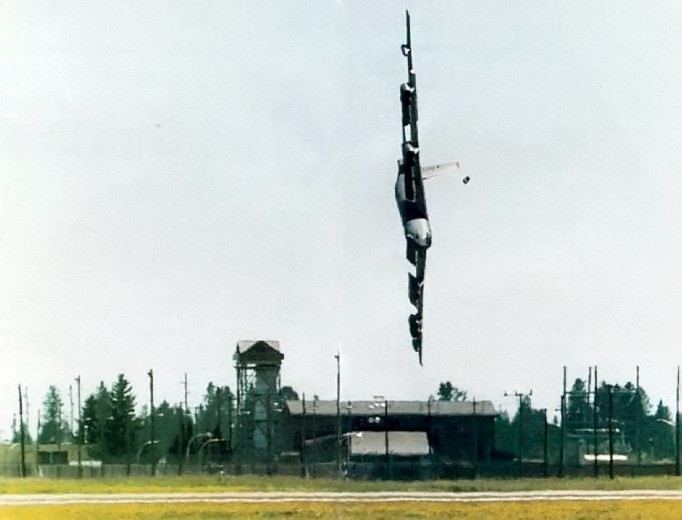
Absturz 1994 auf der Fairchild Air Force Base

- Am 24. Juni 1994 stürzte eine B-52H während eines Trainingsfluges für eine Flugschau auf der Fairchild Air Force Base ab, nachdem der Pilot Bud Holland das Flugzeug außerhalb der zulässigen Einsatzparameter geflogen und dabei die Kontrolle verloren hatte. Dabei kamen alle vier Besatzungsmitglieder ums Leben.
- Am 21. Juli 2008 stürzte eine unbewaffnete B-52H der US-Luftwaffe (20th Expeditionary Bomb Squadron) an der Ostküste der Pazifikinsel Guam ab. Die Maschine hätte zum 64. Jahrestag der Befreiung der Insel von japanischer Besetzung über eine feiernde Menschenmenge fliegen sollen. Alle sechs Besatzungsmitglieder kamen beim Absturz ums Leben.[32]
- Am 18. Mai 2016 stürzte auf der Andersen Air Force Base auf Guam eine B-52H des 69th Expeditionary Bomb Squadron mit Heimatstützpunkt Minot Air Force Base kurz nach dem Start ab. Bei dem Absturz gab es keine Toten oder Verletzten.[33][34]

#### Zwischenfälle mit Kernwaffen

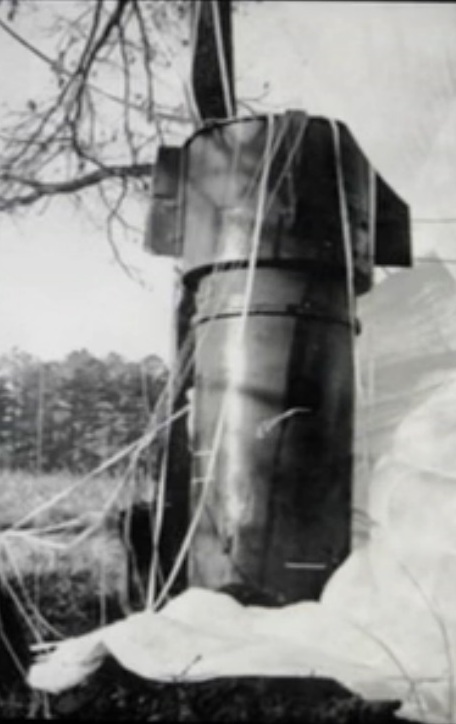
MK-39-Wasserstoffbombe, die nach dem Absturz bei Goldsboro aufgefunden wurde

Laut Recherchen von Eric Schlosser verzeichnete die US-Regierung zwischen 1950 und 1968 mindestens 700 „bedeutende“ Unfälle und Zwischenfälle, in die rund 1250 Atomwaffen verwickelt waren.
- Am 15. Oktober 1959 kollidierte nahe Hardinsburg (Kentucky) eine mit zwei Atombomben bestückte B-52 während der Luftbetankung mit einer KC-135. Die beiden auf dem Luftwaffenstützpunkt Columbus (Mississippi) stationierten Maschinen stürzten aus rund 7500 m Höhe ab, wobei alle vier Besatzungsmitglieder des Tankers und vier der acht Besatzungsmitglieder des Bombers ums Leben kamen. Die Atombomben konnten nach dem Absturz der B-52 geborgen werden, waren allerdings teilweise verbrannt.

- Am 24. Januar 1961 zerbrach eine B-52G der 4241st Strategic Wing nach einer Explosion, deren Ursache ein Leck in der Treibstoffversorgung in der rechten Tragfläche war. Zwei Wasserstoffbomben vom Typ MK-39 gelangten ins Freie und stürzten 20 km nördlich des Luftwaffenstützpunkts Seymour bei Goldsboro in North Carolina ab. Eine der Bomben konnte intakt geborgen werden. Die andere Bombe versank im Sumpf von Nahunta nahe Faro. Sie soll noch heute in dem gesicherten Areal in 17 m Tiefe liegen. Beim Absturz kamen drei Besatzungsmitglieder ums Leben.  Später ließ die US-Regierung den Vorfall untersuchen. Ein Ergebnis: Bei einer der beiden Bomben versagten drei der vier Sicherheitsmechanismen, die eine ungewollte Explosion verhindern sollten. Nur ein einfacher Sicherheitsschalter hatte demnach die Katastrophe verhindert. Die Auswirkungen durch radioaktiven Fallout bei einer Explosion der Bombe – 260-mal so stark wie die Hiroshima-Bombe – hätten auch Washington und New York betroffen.[35][37]

- Am 14. März 1961 musste ein B-52F-Bomber mit Kernwaffen infolge von Druckabfall in der Kabine auf 3000 m Höhe absteigen. Durch den erhöhten Treibstoffverbrauch konnte er sein Ziel nicht mehr erreichen und erlitt bei Yuba City (Kalifornien) eine Bruchlandung, wobei das Flugzeug und die zwei Bomben zerschellten. Die Serie solcher Vorfälle veranlasste Präsident John F. Kennedy, die Sicherheitsverriegelungen der Bomben verbessern zu lassen.

- Am 13. Januar 1964 zerbrach eine B-52D auf dem Weg vom Luftwaffenstützpunkt Westover in Massachusetts nach Turner in Georgia durch starke Turbulenzen in einer Höhe von 9000 m. Die Trümmer der Maschine gingen südwestlich von Cumberland in Maryland nieder. Drei Besatzungsmitglieder starben. Die beiden transportierten Bomben wurden mit leichten Beschädigungen geborgen.

- Ein weiterer Absturz mit nuklearer Bombenlast ereignete sich am 17. Januar 1966 bei Palomares in Spanien. Dort kollidierte eine B-52H der 68th Bomb Wing mit einem KC-135-Tankflugzeug. Dabei verloren sieben Besatzungsmitglieder ihr Leben. Von vier an Bord der B-52 befindlichen Wasserstoffbomben vom Typ B28 wurden zwei zerstört. Die letzte konnte am 7. April 1966 in einer sechs Millionen US-Dollar teuren Bergungsoperation durch das U-Boot DSV Alvin aus dem Mittelmeer geborgen werden. Auf Tomatenplantagen im Bereich der Absturzstelle wurden 1500 t radioaktiv kontaminierter Boden abgetragen und in die USA nach Aiken (South Carolina) verschifft.

- Am 21. Januar 1968 stürzte in Grönland 11 km südlich des Luftwaffenstützpunkts Thule eine B-52 mit den Piloten John Haug und Joe D’Amario auf das Eis. Drei der vier an Bord befindlichen Wasserstoffbomben stürzten ins Eismeer und konnten eingefroren geborgen werden. Erst nach entschiedenen Interventionen der dänischen Regierung unternahmen die USA eine großangelegte, aber erfolglose Suche nach der vierten Bombe. Schließlich wurde 1979 behauptet, diese Bombe sei von der US-Spezialeinheit Navy SEALs mit Unterstützung des Bauregiments (Seabees) der US-Navy in der Baffin Bay sichergestellt worden. Am 10. November 2008 berichtete die BBC auf ihrer Website, dass die am 21. Januar 1968 verlorene Atombombe bis heute nicht aufgefunden wurde. Die Suche war seinerzeit, wie die Tagesschau online am 11. November 2008 berichtete, ohne Erfolg abgebrochen worden. Dies wurde auch durch den amerikanischen Untersuchungsleiter, William H. Chambers, nach 40 Jahren bestätigt. Demnach soll die vierte Bombe mit der Seriennummer 78252 weiterhin vermisst sein.[38][39][40] Chambers hat jedoch gegenüber dem öffentlich-rechtlichen dänischen Sender Danmarks Radio (DR) erklärt, dass er von der BBC missverstanden worden sei, und dass er sich zukünftig nicht mehr von Medien in falschem Kontext zitieren lassen wolle.[41]
Als Konsequenz der Medienberichte beauftragte der dänische Außenminister im Jahr 2009 das Danish Institute for International Studies (DIIS) mit der Anfertigung eines Berichtes zum Absturz.[42] Dabei sollte das DIIS untersuchen, ob die 348 beschafften Dokumente (rund 2000 Seiten), die der BBC-Reporter Corera für seine Reportage im Jahr 2008 verwendet hatte, Informationen enthielten, die vom Inhalt der seit 1986 von US Department of Energy freigegebenen 317 Dokumente abwichen. Der Bericht mit dem Titel „The Marshal’s Baton – There is no bomb, there was no bomb, they were not looking for a bomb“ („Der Marschallstab – Da ist keine Bombe, da war keine Bombe, sie haben nicht nach einer Bombe gesucht“) kommt zu dem Schluss, dass alle vier Bomben beim Aufprall zerstört wurden. Die von den USA angegebene Menge aufgefundenen Plutoniums stimmt in etwa mit jener aus vier Kernwaffen überein. Ebenso wurden andere Bombenkomponenten von allen vier Waffen geborgen, wie zum Beispiel die Deuterium-Tritium-Tanks sowie die Fallschirmbehälter, sodass der Verlust einer kompletten Waffe auszuschließen sei. Eine wichtige Komponente einer Waffe wurde jedoch nicht gefunden, wobei es sich vermutlich um den stabförmigen Kern aus hochangereichertem Uran der Fusionsstufe („Spark Plug“) handelte. Dieser soll unter Wasser gesucht, aber nicht gefunden worden sein.

Bei beiden letztgenannten Unfällen kam es zu starken radioaktiven Kontaminierungen. Sowohl in Spanien als auch in Grönland mussten die USA kontaminierten Erdboden (beziehungsweise Eis) abtragen lassen und auf Deponien ins eigene Land bringen, unter anderem nach South Carolina und Texas. Die Unfälle trugen wesentlich dazu bei, dass die fliegende Bereitschaft mit Atomwaffen am 26. Februar 1968 durch Verteidigungsminister Clark McAdams Clifford (Kabinett Johnson) aufgehoben wurde.
Zu dieser Zeit hatten land- und seegestützte Interkontinentalraketen die Hauptlast der nuklearen Abschreckung übernommen. Der von Kritikern als fliegender Anachronismus bezeichnete Atomwaffenträger B-52 wurde zu einem Flugzeug für den begrenzten konventionellen Krieg.
Am 30. August 2007 flog ein US-Bomber irrtümlich mit Atomwaffen an Bord über US-Territorium. Die auf dem Luftwaffenstützpunkt Minot in North Dakota gestartete B-52 brachte zwölf Marschflugkörper des Typs AGM-129 ACM in einem dreieinhalbstündigen Flug zum Stützpunkt Barksdale in Louisiana. Sechs der Waffen waren mit nuklearen Sprengköpfen bestückt; dies wurde erst zehn Stunden nach der Landung bemerkt.

### Vietnamkrieg

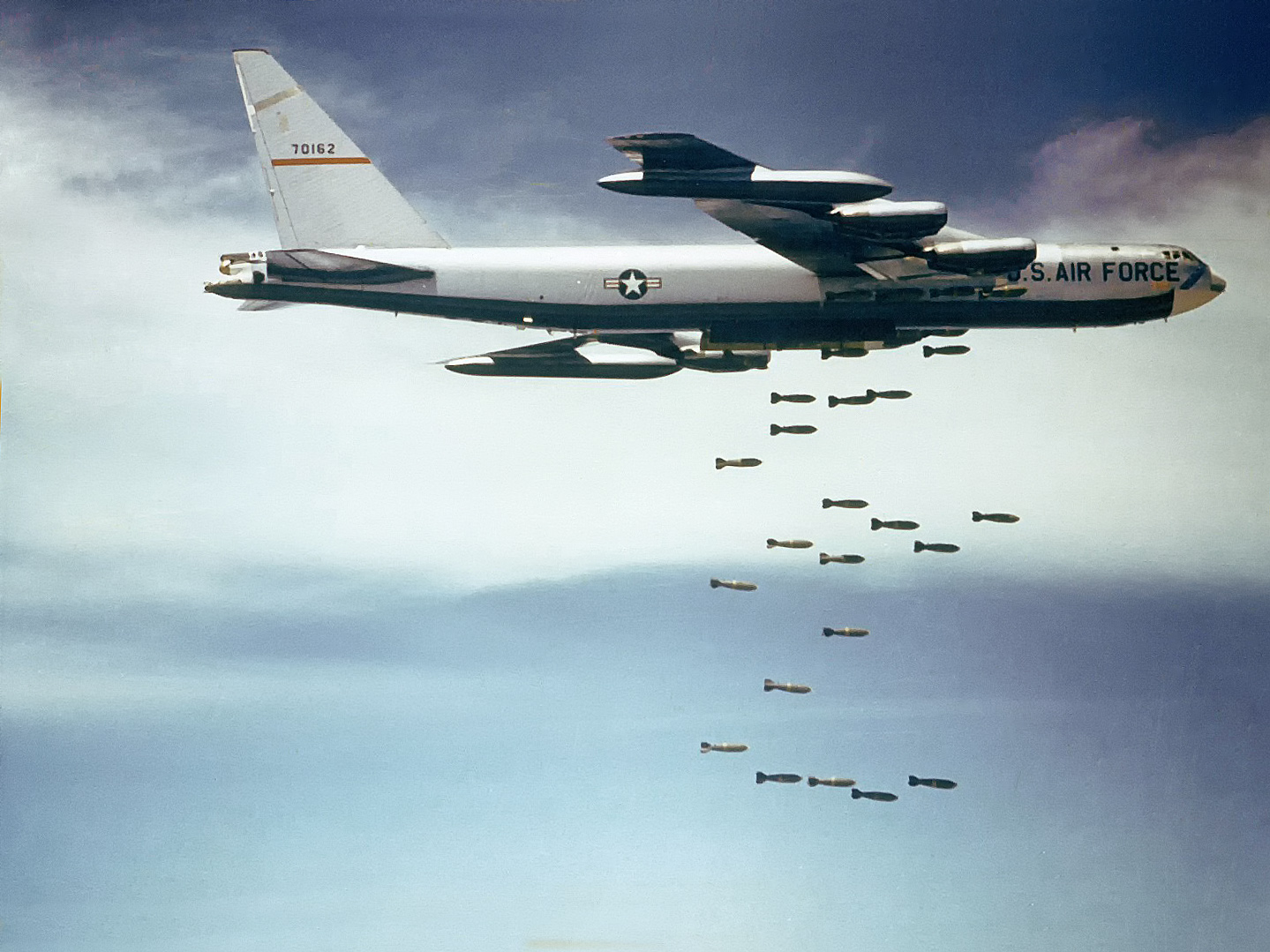
Ein B-52F-Bomber wirft Bomben auf Vietnam ab

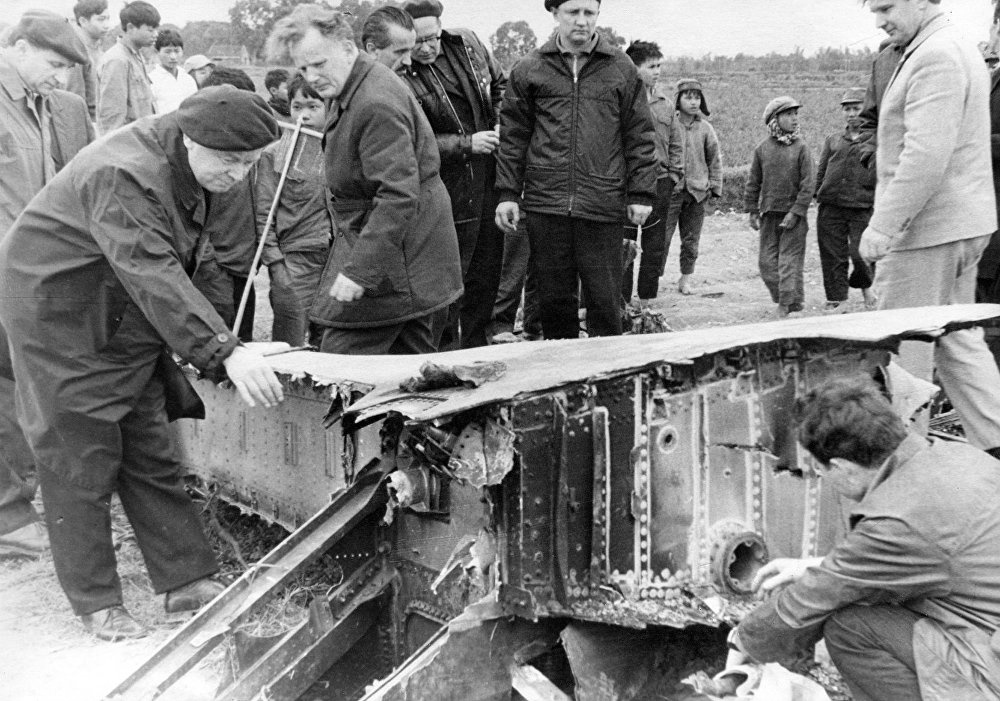
Am 23. Dezember 1972 untersuchen sowjetische Experten die Wrackteile einer B-52 in der Nähe von Hanoi

Zehn Jahre nach ihrer Indienststellung flogen die B-52 ihren ersten Kampfeinsatz. Anfang 1965 begann die Verlegung von B-52F aus den USA nach Südostasien. Unter dem Namen Operation Arc Light begannen am 18. Juni 1965 die Einsätze der B-52 im Vietnamkrieg. Von der Andersen Air Force Base auf Guam aus griffen 27 B-52F Ziele im Süden des Landes an. Bis zum Ende von Arc Light acht Jahre später flogen die Bomber über 126.000 Einsätze, bis zu 3150 pro Monat.
Andere Einsätze erfolgten in den Operationen Rolling Thunder (Rollender Donner) und Niagara II. Im Krieg wurden die Varianten D, F und G eingesetzt, wobei umgebaute D-Typen die Hauptlast trugen und auch zur Erdkampfunterstützung eingesetzt wurden. Dabei konnten bis zu 100 konventionelle Bomben zum Einsatz gebracht werden. Neben Guam dienten die Luftwaffenbasen Kadena auf Okinawa und U-Tapao in Thailand als Heimatflughäfen.
Die massivsten Bombardements fanden vom 18. bis zum 29. Dezember 1972 im Rahmen der Operation Linebacker II statt, in Vietnam als „Zwölf-Tage-Krieg“ bekannt, in den USA dagegen als „Elf-Tage-Krieg“ – am 25. Dezember herrschte Waffenruhe. Bis zu 130 B-52 flogen gleichzeitig Angriffe auf Hanoi und die wichtigste Hafenstadt Haiphong. Jeder Bomber konnte bis zu 27 Tonnen Bomben tragen, die bei Flächenbombardements ein Areal von rund zwei Quadratkilometern zerstören. Bei diesen vernichtenden Schlägen fielen bei 730 Einsätzen insgesamt rund 15.000 Tonnen Bomben in elf Tagen. 1300 Vietnamesen kamen dabei ums Leben. Die massiven Bombenangriffe auf Städte und Zivilbevölkerung riefen Proteste in aller Welt hervor.
Schnell zeigte sich die Verwundbarkeit eines hoch fliegenden Bombers durch Flugabwehrraketen wie die SA-2 Guideline und radargeführte Abfangjäger wie die MiG-21. Die nordvietnamesischen Streitkräfte reklamierten zwei B-52-Abschüsse durch MiG-21 für sich, darunter einer am 27. Dezember 1972 durch Leutnant Nguyen Van Tuan, während die USA Beschuss mit Boden-Luft-Raketen als Absturzursache angaben. Ein weiterer Abschuss wurde Phạm Tuân zugesprochen. Während von 1965 bis 1971 keine B-52 verloren ging, endete die Operation Linebacker II mit dem Verlust von insgesamt 15 B-52.
Viele Besatzungsmitglieder abgeschossener B-52 kamen ums Leben, wurden verwundet oder gerieten in Kriegsgefangenschaft. Insgesamt zeigten sich hier die Risiken, bemannte Bomber gegen adäquat verteidigte Bodenziele einzusetzen.

### Golfkriege
Am ersten Tag der Operation Desert Storm, am 17. Januar 1991, griffen sieben B-52G mit insgesamt 39 Marschflugkörpern AGM-86C irakische Ziele an. Davon konnten 35 erfolgreich gestartet werden, von denen 33 ihr Ziel erreichten. Die Bomber waren am Tag zuvor von der Luftwaffenbasis Barksdale in Louisiana gestartet. Die Mission, während der die B-52 mehrmals in der Luft aufgetankt wurden, dauerte 35 Stunden und war die bis dahin längste Kampfmission militärischer Luftfahrzeuge.
Gemeinsam mit anderen Flugzeugen der Koalition sollten US-Kampfflugzeuge in der Instant Thunder genannten ersten Phase des Krieges die irakischen Streitkräfte so weit schwächen, dass die Koalitionstruppen von Kuwait aus zügig nach Norden vorrücken konnten. Die Aufgabe der insgesamt 75 eingesetzten B-52 bestand dabei vor allem darin, die gegnerischen Bodentruppen durch andauerndes Flächenbombardement zu zermürben. Der Angriff auf Fixziele, etwa Industrie oder Infrastruktur, spielte eine untergeordnete Rolle. Obwohl die Bomber ihre Einsatzziele erreichten, operierten sie längst nicht so effizient wie von der Militärführung erwartet. Während die B-52 und ihre Mannschaften für autonome Tiefflugeinsätze ausgerüstet und trainiert waren, kamen sie im Irak aus großer Höhe im Verbund mit Kampfflugzeugen und Aufklärern zum Einsatz. Die Folge waren Kommunikationsprobleme und eine relativ geringe Treffergenauigkeit bei der Bombardierung. Insgesamt flogen B-52G-Maschinen etwa 1600 Einsätze während der Operation Desert Storm. Sie unternahmen drei Prozent aller Lufteinsätze dieses Krieges, warfen aber 30 Prozent der gesamten Bombenmasse ab. Es gab keine Verluste durch feindliche Einwirkung. Einige B-52G wurden von Flugabwehrwaffen getroffen. Eine Maschine (59-2593) stürzte nach einem Ausfall der elektrischen Anlage und anschließender Fehlbedienung der Treibstoffversorgung ab, wobei drei Besatzungsmitglieder getötet wurden.
Bei der Operation Desert Strike flogen B-52H der 2. Bomberstaffel ihren ersten Kriegseinsatz am 3. September 1996 von Guam startend, als sie 13 AGM-86C auf Ziele im südlichen Irak abfeuerten.
1998 nahmen Stratofortress-Bomber an der vom 16. bis zum 20. Dezember dauernden Operation Desert Fox teil und griffen irakische Ziele mit über 90 Marschflugkörpern an.
Die B-52H nahmen mit 28 Maschinen an der im März 2003 gestarteten Operation Iraqi Freedom teil. Neben GPS-gelenkten Bomben verwendeten sie im Verbund mit dem neuen Zielerfassungs- und Markierungssystem Litening II (AN/AAQ-28) erstmals auch lasergelenkte Waffen.

### Kosovo
Ab März 1999 flogen B-52 im Kosovokrieg im Rahmen der NATO-Operation Allied Force etwa 270 Angriffe gegen jugoslawische Ziele, wobei sie 78 Marschflugkörper und über 11.000 Bomben abwarfen.

### Afghanistan
Bei der am 7. Oktober 2001 beginnenden Operation Enduring Freedom kam die Stratofortress erstmals zur Erdkampfunterstützung mit Präzisionsbomben zum Einsatz. Voraussetzung dafür war die neuartige Informationsverarbeitung der US-Streitkräfte in Echtzeit und die Verwendung von GPS-gesteuerten Bomben (JDAM). Typischerweise wurden pro Tag fünf Einsätze vom über 4000 Kilometer entfernten britischen Stützpunkt Diego Garcia im Indischen Ozean aus geflogen. Einen Teil ihrer Bomben warfen sie auf vorher festgelegte Ziele ab, danach kreisten die Bomber in großer Höhe in einer zugewiesenen Kampfzone und warteten auf neue Ziele. Von der Aufklärung eines Zieles durch Bodentruppen bis zur Bombardierung nahe den eigenen Linien vergingen so teilweise nur 20 Minuten.
Ab November 2001 verlagerten sich die Einsätze der Bomber zunehmend auf die vermuteten Rückzugsräume der Taliban im Osten Afghanistans. Ein großer Teil der geschätzten über 3000 zivilen Opfer (Oktober 2001 bis März 2002) geht auf die Flächenbombardements durch B-52, abgeworfene Landminen sowie auf durch die Bombardierung der Tora-Bora-Höhlenkomplexe mit Großbomben ausgelöste Bergstürze zurück.

### Syrien/Irak(Inherent Resolve)
Zur Unterstützung der Operation Inherent Resolve, dem Kampf der USA und der Verbündeten gegen den Islamischen Staat, verlegte die USAF Anfang April 2016 eine nicht genau bezifferte Anzahl an B-52 auf die Basis Al-Udeid in Katar.

## START

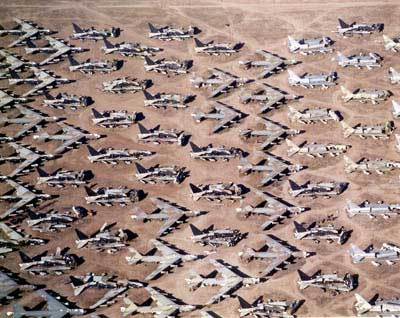
Ausgemusterte, zum Teil zerlegte B-52 in Davis-Monthan (Arizona)

Als Träger von strategischen Atomwaffen fällt die B-52 unter die seit 1991 geschlossenen START-Abkommen zur Reduzierung der Zahl nuklearer Gefechtsköpfe der USA und der Sowjetunion (beziehungsweise ihrer Nachfolgestaaten Russland, Belarus, Kasachstan und Ukraine). Nach dieser Vereinbarung müssen ausgemusterte B-52 zum Luftwaffenstützpunkt Davis-Monthan in Arizona geflogen und im benachbarten 309th Aerospace Maintenance and Regeneration Group (AMARG) in große Stücke zerteilt werden. Falls ihre Zerstörung nicht durch persönliche Kontrollen der Gegenseite bestätigt wird, müssen die Wrackteile zwecks Erfassung durch russische Aufklärungssatelliten für mindestens 90 Tage unter freiem Himmel geordnet abgelegt werden.
Allerdings unterlagen nicht alle dieser Bomber den Abrüstungsverträgen. Auch ihr diesbezüglicher Wert ist für Außenstehende nicht leicht nachvollziehbar. So besaß nach den Regeln des 2001 vollständig umgesetzten START-I-Vertrags jede der 94 B-52H, die je bis zu 20 Marschflugkörper mit nuklearem Gefechtskopf aufnehmen konnten, einen Zählwert von zehn Gefechtsköpfen, während die 91 B-1 und 21 B-2-Langstreckenbomber nur je als ein Gefechtskopf galten, auch wenn sie bis zu 16 freifallende Atombomben laden konnten. Erst unter dem 1993 vereinbarten, aber nie in Kraft getretenen START-II-Vertrag zählten die Bomber mit der tatsächlichen Anzahl ihrer einsetzbaren Atomwaffen. Für die vorgesehenen 76 B-52H waren das 940 Gefechtsköpfe. Die US-Regierung hat zwar mit dem im Mai 2002 unterzeichneten SORT-Abkommen eine weitere Reduzierung ihrer strategischen Nuklearwaffen angekündigt, will bei ihrer Zählung aber nur die unmittelbar einsatzbereiten Waffen erfassen, sodass die B-52-Flotte lediglich mit etwa 500 Gefechtsköpfen gewichtet würde, obwohl sie fast doppelt so viele einsetzen kann.

## Bedeutung

### Luftfahrttechnisch
Ohne das eigens für die B-52 entwickelte Pratt & Whitney J57-Strahltriebwerk wäre der Erfolg des Bombers nicht möglich gewesen. Zwar verwendeten andere Flugzeuge schon früher Strahlantrieb, gepfeilte Tragflächen oder Luftbetankung zur Reichweitensteigerung, aber erst bei der B-52 wurden 1952 diese neuartigen Technologien erfolgreich mit großen Abmessungen und hohem Gewicht kombiniert. Boeings Entwurf erwies sich von Beginn an als relativ ausgereift, sodass während der Erprobung und der gesamten Produktionsphase bis 1961 nur geringfügige Änderungen an der Konstruktion nötig waren, meist strukturelle Verstärkungen. Kaum ein Bomberprojekt der USA seit den 1930er- und erst recht nicht nach den 1950er-Jahren hatte weniger technische Probleme als die B-52.
Boeing war mit der B-17 und B-29 schon während der 1940er-Jahre der führende US-amerikanische Hersteller von Bombern. Mit der Entwicklung und dem Bau der B-47 und erst recht der B-52 festigte Boeing seine Position. Erst als in den 1960er-Jahren Überschallgeschwindigkeit auch für Bomber zu den Anforderungen zählte, konnten Consolidated Vultee Aircraft Corporation und North American Aviation aufgrund ihrer Erfahrung auf diesem Gebiet (unter anderem durch die F-102 und X-15) an Boeing vorbeiziehen und erhielten den Zuschlag für die nächsten Bomberprojekte B-58 und B-70, die aber die Erwartungen nicht erfüllten bzw. abgebrochen wurden. Boeing nutzte seine Erfahrung aus dem Bomberbau und konzentrierte sich fortan auf die Produktion von Passagierjets (B 707) und militärische Transportflugzeuge (C-135), profitiert aber bis heute von Modernisierungsprogrammen für seine B-52.

### Militärisch
In den 1950er und frühen 1960er Jahren spielten die B-52-Bomber eine zentrale Rolle in der Strategie der Abschreckung durch Bereitschaft zu massiver Vergeltung mit Atomwaffen. Nachdem 1964 die Zahl der einsatzbereiten Interkontinentalraketen die der Bomber zu übertreffen begonnen hatte, entwickelte die USAF immer neue Waffen und Einsatzmöglichkeiten für die Stratofortress, sodass sich die B-52 nach und nach zum vielseitigsten Bomber der US-Luftwaffe entwickelte. Dies lag aber nicht nur an der Flexibilität des Bombers, sondern auch an einem Mangel an Alternativen: Die geplanten Nachfolger kamen entweder nicht über das Versuchsstadium hinaus (B-70) oder wurden viel später als vorgesehen beschafft (B-1). Dazu kommt die über Jahre hinweg höhere Verfügbarkeit der B-52, die 2002 etwa 79 Prozent erreichte, im Gegensatz zu lediglich 66 Prozent bei der B-1 und ganzen 42 Prozent bei der B-2.
Das in seiner militärischen Bedeutung vergleichbare Gegenstück zur B-52 ist die etwa zeitgleich entwickelte und heute noch geflogene sowjetische/russische Tupolew Tu-95 Bear.

## Produktion
Abnahme der B-52 durch die USAF: 
| Version | 1953 | 1954 | 1955 | 1956 | 1957 | 1958 | 1959 | 1960 | 1961 | 1962 | SUMME | Stückpreis   |
| ------- | ---- | ---- | ---- | ---- | ---- | ---- | ---- | ---- | ---- | ---- | ----- | ------------ |
| XB-52   | 1    |      |      |      |      |      |      |      |      |      | 1     |              |
| YB-52   | 1    |      |      |      |      |      |      |      |      |      | 1     |              |
| B-52A   |      | 3    |      |      |      |      |      |      |      |      | 3     | 29.383.466 $ |
| B-52B   |      | 2    | 34   | 14   |      |      |      |      |      |      | 50    | 14.430.872 $ |
| B-52C   |      |      |      | 35   |      |      |      |      |      |      | 35    | 7.277.088 $  |
| B-52D   |      |      |      | 26   | 144  |      |      |      |      |      | 170   | 6.678.775 $  |
| B-52E   |      |      |      |      | 29   | 71   |      |      |      |      | 100   | 5.857.962 $  |
| B-52F   |      |      |      |      |      | 79   | 10   |      |      |      | 89    | 6.608.933 $  |
| B-52G   |      |      |      |      |      | 6    | 108  | 74   | 5    |      | 193   | 7.692.913 $  |
| B-52H   |      |      |      |      |      |      |      |      | 57   | 45   | 102   | 9.285.776 $  |
| SUMME   | 2    | 5    | 34   | 75   | 173  | 156  | 118  | 74   | 62   | 45   | 744   |              |

Beim Stückpreis handelt es sich um den „Fly-Away-Price“, der die Zelle, die Triebwerke, die Elektronik, die Ausrüstung und die Bewaffnung beinhaltet.

## Technische Daten

Dreiseitenriss mit Seitenflossenform ab der Version B-52G

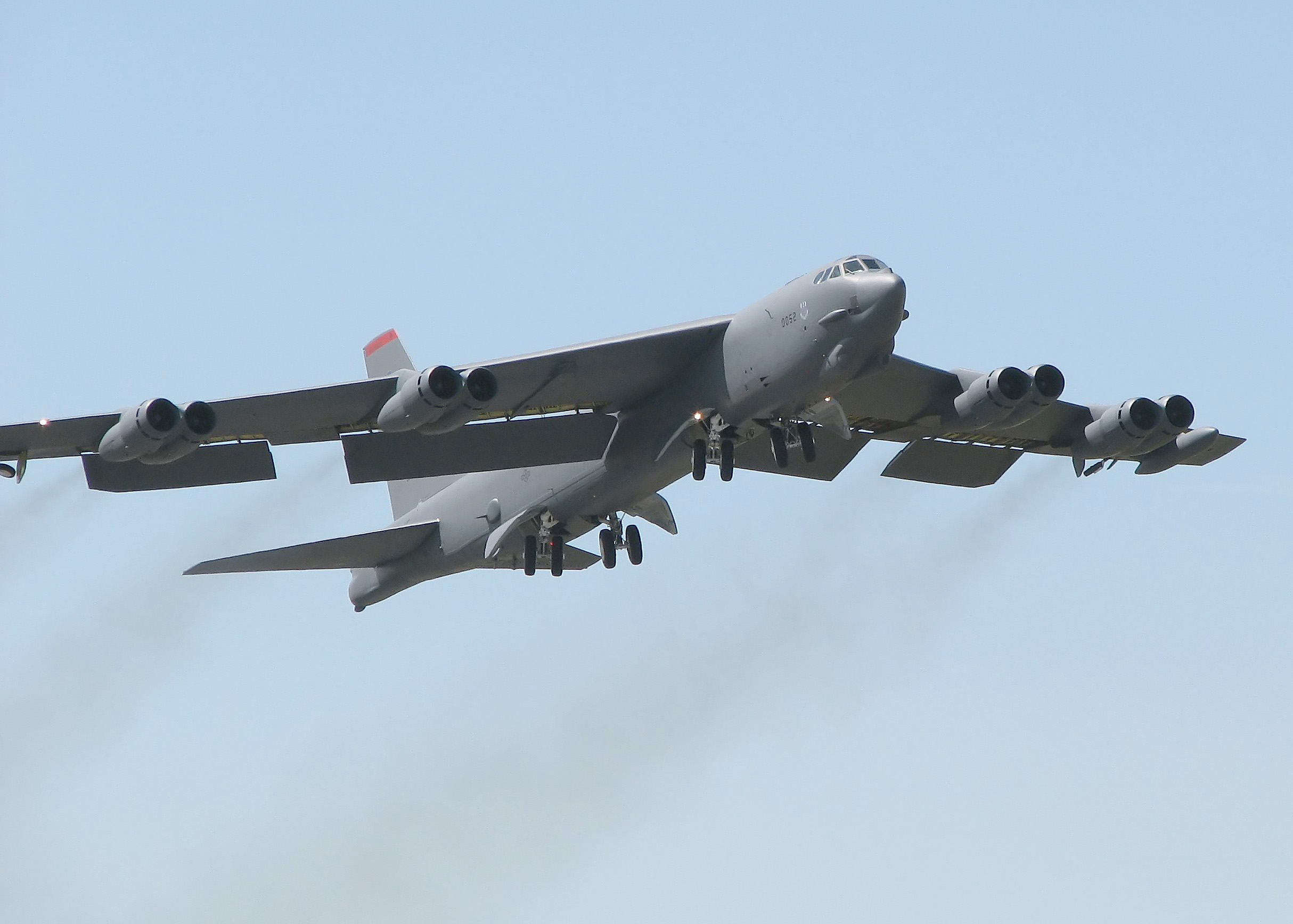
B-52H beim Start

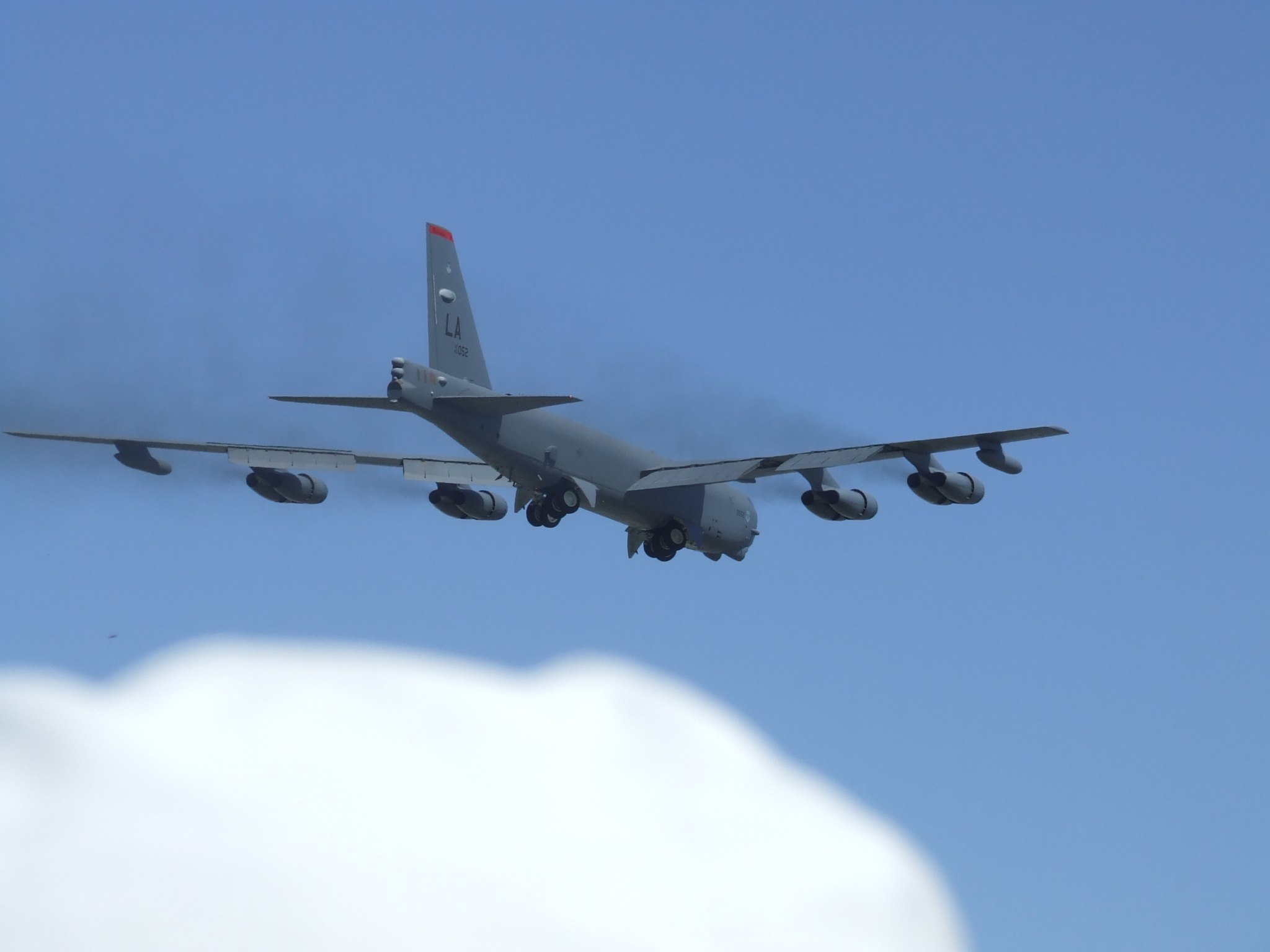
B-52H auf der Royal International Air Tattoo, 2006

| Kenngröße                | Daten der B-52D                                                     | Daten der B-52H                                                     |
| ------------------------ | ------------------------------------------------------------------- | ------------------------------------------------------------------- |
| Besatzung                | 6                                                                   | 6 (seit 1994: 5)                                                    |
| Länge                    | 47,72 m                                                             | 47,72 m                                                             |
| Spannweite               | 56,39 m                                                             | 56,39 m                                                             |
| Höhe                     | 14,72 m                                                             | 12,40 m                                                             |
| Flügelfläche             | 371,6 m²                                                            | 371,6 m²                                                            |
| Flügelstreckung          | 8,56                                                                | 8,56                                                                |
| Leermasse                | 77.100 kg                                                           | 83.250 kg                                                           |
| max. Startmasse          | 204.120 kg                                                          | 221.150 kg                                                          |
| Treibstoffkapazität      | k. A.                                                               | 181.610 l                                                           |
| Flächenbelastung         | minimal (Leermasse): 207 kg/m² maximal (max. Startmasse): 549 kg/m² | minimal (Leermasse): 224 kg/m² maximal (max. Startmasse): 595 kg/m² |
| Höchstgeschwindigkeit    | 1.027 km/h (auf optimaler Höhe)                                     | 1.014 km/h (auf optimaler Höhe)                                     |
| Marschgeschwindigkeit    | 847 km/h (auf optimaler Höhe)                                       | k. A.                                                               |
| Dienstgipfelhöhe         | 13.680 m                                                            | 16.765 m                                                            |
| Steigrate                | k. A.                                                               | 31,85 m/s                                                           |
| Einsatzradius            | k. A.                                                               | 7.210 km                                                            |
| Überführungsreichweite   | 9.978 km                                                            | 16.232 km (ohne Zusatztanks)                                        |
| Triebwerke               | 8 × Strahltriebwerke Pratt & Whitney J57-P-19W                      | 8 × Strahltriebwerke Pratt & Whitney TF33-P-3/103                   |
| Schubkraft               | 8 × 53,83 kN                                                        | 8 × 75,6 kN                                                         |
| Schub-Gewicht-Verhältnis | maximal (Leermasse): 0,57 minimal (max. Startmasse): 0,22           | maximal (Leermasse): 0,74 minimal (max. Startmasse): 0,28           |

## Bewaffnung

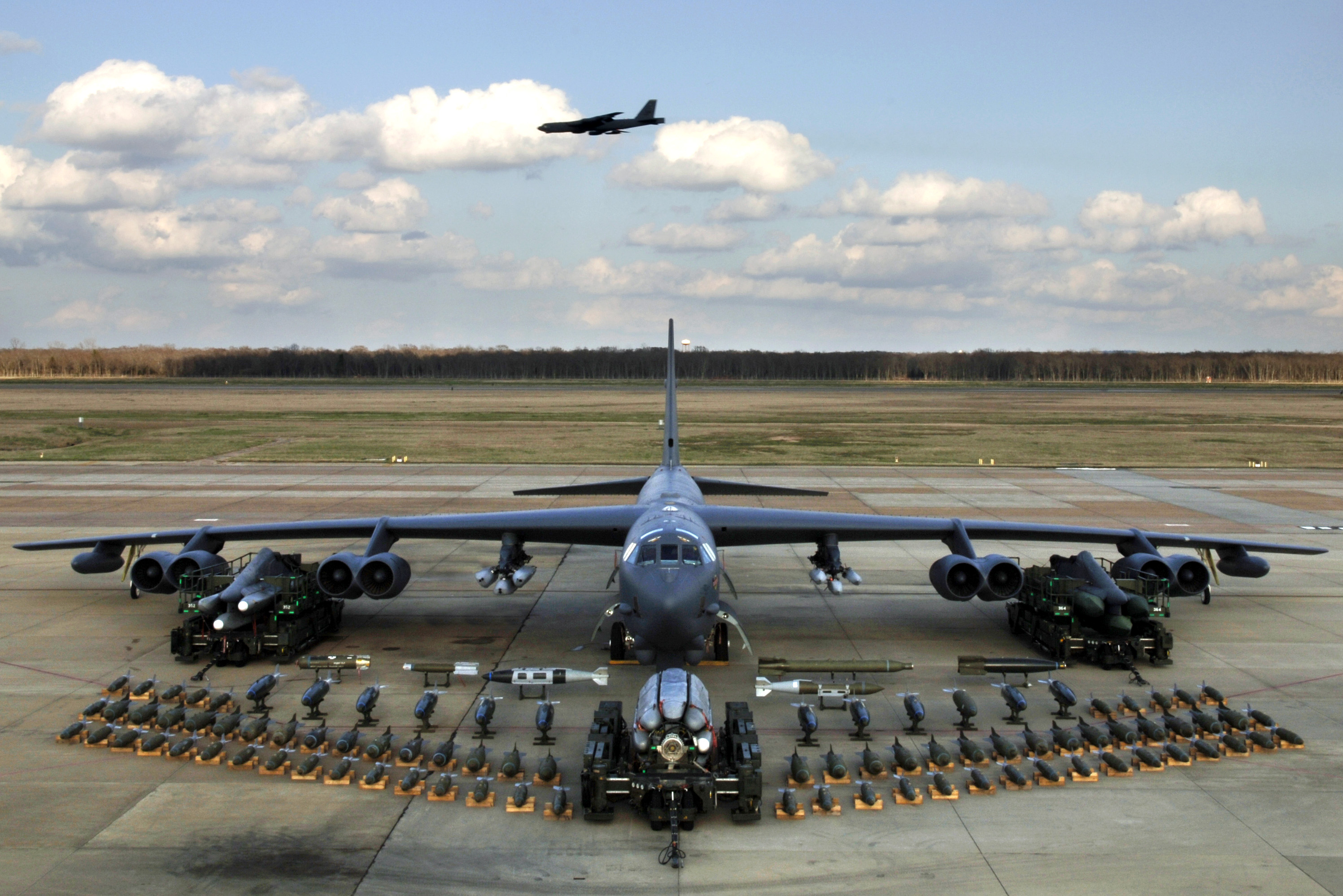
B-52H mit möglicher Waffenlast

### B-52A/B/C/E
Rohrbewaffnung zur Selbstverteidigung
- 1 × Heckstandeinheit Bosch Arma MD-9-Defensive Fire Control System (DFCS) mit einer Vierlingslafette in einer Drehkuppel mit 4 × 12,7-mm-Maschinengewehren AN/M3 (eine Variante des Browning M2) mit je 600 Schuss Munition pro MG. Die Heckstandeinheit wird von einem Besatzungsmitglied bedient. Als Zielhilfe sind ein Feuerleitradar und eine Fernsehkamera eingebaut. Die MG können manuell oder automatisch ein vom Radar erfasstes Ziel bekämpfen. Am Ende der Einheit sind in einer beweglichen Kugelblende vier MG und das Zielbeleuchtungsradar eingebaut.

Kampfmittel bis zu 31.500 kg im internen Bombenschacht und an zwei Außenlaststationen
Im internen Bombenschacht
Ungelenkte Bomben
- 8 × B28IN/RI/FI (Freifallbombe mit nuklearem 1,45-MT-Sprengsatz)[53][54]
- 8 × B43 (Freifallbombe mit nuklearem 1,0-MT-Sprengsatz)[55][54]
- 2 × B53-Y2 (Freifallbombe mit nuklearem 9-MT-Sprengsatz)
- 8 × B61 Mod 7 (Freifallbombe mit nuklearem 340-kT-Sprengsatz)
- 8 × B83 (Freifallbombe mit nuklearem 1,2-MT-Sprengsatz)

An den beiden inneren SUU-67/A-Heavy Stores Adapter Beam-Außenlaststationen
Marschflugkörper
- 2 × North American AGM-28 „Hound Dog“ mit nuklearem Sprengsatz (1,1-MT-Sprengkraft)

An den beiden äußeren Außenlaststationen
- 2 × Zusatztank für 3785 Liter (1000 US-Gallonen) Kerosin
- 2 × Zusatztank für 11.356 Liter (3000 US-Gallonen) Kerosin (ab B-52C)

### B-52D/F
Im internen Bombenschacht
Ungelenkte Bomben
- 8 × B28IN/RI/FI (Freifallbombe mit nuklearem 1,45-MT-Sprengsatz)[53][54]
- 8 × B43 (Freifallbombe mit nuklearem 1,0-MT-Sprengsatz)[55][54]
- 84 × Mark 82 LDGP (241-kg-/500-lb-Freifallbombe) (B-52F nur 27 Bomben)
- 42 × M117A1 (372-kg-/820-lb-Freifallbombe)

An den beiden inneren SUU-67/A-Heavy Stores Adapter Beam-Außenlaststationen
Gelenkte Bomben
- 2 × Rockwell GBU-15 „Hobos“ (elektro-optisch gelenkte 1140-kg-Gleitbombe)

Ungelenkte Bomben
- 24 × Mark 82 LDGP (241-kg-/500-lb-Freifallbombe)
- 24 × M117A1 (372-kg-/820-lb-Freifallbombe)
- 24 × CBU-2/A (Streubombe mit 360 × BLU-3/B „Pineapple“-Bomblets)

### B-52 G/H
Rohrbewaffnung zur Selbstverteidigung
- 1 × Heckstandeinheit Avco-Crosley AN/ASG-21-System mit einer beweglichen Lafette mit einem sechsläufigen 20-mm-Gatling-Maschinenkanonen-Geschütz General Electric M61A1 „Vulcan“ mit 1180 Schuss Munition. Die Heckstandeinheit wurde von einem auf einem Schleudersitz befindlichen Besatzungsmitglied, das sich in der vorderen Sektion neben dem EW-Officer befand, bedient. Als Zielhilfe waren das Feuerleitradar AN/ASG-15 sowie eine Fernsehkamera eingebaut. Die MK konnten manuell oder automatisch ein vom Radar erfasstes Ziel bekämpfen. Sie wurden 1991 ausgebaut und durch ECM-Systeme ersetzt.

Im internen Bombenschacht
Ungelenkte Bomben
- 8 × B43 (Freifallbombe mit nuklearem 1,0-MT-Sprengsatz)[55][54]
- 2 × B53-Y2 (Freifallbombe mit nuklearem 9-MT-Sprengsatz)
- 8 × B61 Mod 11 (Freifallbombe mit nuklearem 10–340-kT-Sprengsatz)
- 8 × B83 (Freifallbombe mit nuklearem 1,2-MT-Sprengsatz)
- 27 × CBU-52/B (Streubombe in SUU-30B/B-Bombenhülle mit 220 Bomblets BLU-61A/B)
- 27 × CBU-58/B (Streubombe in SUU-30H/B-Bombenhülle mit 650 Bomblets BLU-63/B)
- 27 × CBU-71/B (Streubombe in SUU-30H/B-Bombenhülle mit 650 Bomblets BLU-68/B)
- 6 × Aerojet General/Honeywell CBU-87/B bzw. CBU-103 (windkorrigierte 430-kg-Streubombe mit je 202 Splitter-/Brandbomblets)
- 6 × Lockheed-Martin CBU-89/B bzw. CBU-104 Gator (450-kg-Streubombe in SUU-64-Hülle mit 94 Minen)
- 6 × Textron CBU-97/105 Sensor Fuzed Weapon (450-kg-Streubombe in SU-66/B-Hülle mit 10 × panzerbrechenden BLU-108-Projektilen)
- 27 × M117 (372-kg-/820-lb-Freifallbombe)
- 27 × Mark 82 LDGP (241-kg-/500-lb-Freifallbombe)
- 27 × Mk.62 (227-kg-/500-lb-Quickstrike-Seemine)
- 8 × Mk.65 (907-kg-/2000-lb-Quickstrike-Seemine)

Nur bei der H-Version im internen Bombenschacht (s. geplante Modernisierungen)
Gelenkte Bomben
- 8 × Lockheed-Martin AGM-158 „JASSM-ER“ (450-kg-Marschflugkörper)
- 8 × GBU-31 „JDAM“ (GPS-gelenkte 907-kg-Bombe)
- 8 × GBU-32(V)1/B „JDAM“ (GPS-gelenkte 454-kg-Bombe)
- 8 × GBU-38 „JDAM“ (GPS-gelenkte 227-kg-Bombe)
- 8 × Raytheon AGM-154D JSOW-ER (475-kg-Gleitbombe)

An den beiden Heavy Stores Adapter Beam-Außenlaststationen
Seezielflugkörper
- 8 × Boeing AGM-84D „Harpoon“

Marschflugkörper
- 2 × North American AGM-28 „Hound Dog“ mit nuklearem Sprengsatz (1,1 MT Sprengkraft)
- 20 × AGM-69 „SRAM“ (Marschflugkörper mit Kernsprengsatz)
- 20 × AGM-86B-ALCM-Marschflugkörper mit nuklearem Sprengsatz (12 extern/8 intern)
- 12 × AGM-129-ACM-Marschflugkörper mit nuklearem Sprengsatz
- 20 × AGM-86C-CALCM-Marschflugkörper mit konventionellem Sprengsatz (12 extern/8 intern)
- 3 × AGM-142 „Have Nap“ (Rafael „Popeye“)
- 12 × Lockheed-Martin AGM-158 „JASSM-ER“ (450-kg-Marschflugkörper)

Gelenkte Bomben
- 12 × GBU-31 „JDAM“ (GPS-gelenkte 907-kg-Bombe)
- 12 × GBU-32(V)1/B „JDAM“ (GPS-gelenkte 454-kg-Bombe)
- 12 × GBU-38 „JDAM“ (GPS-gelenkte 227-kg-Bombe)
- 12 × Raytheon AGM-154D JSOW-ER (475-kg-Gleitbombe)

Ungelenkte Bomben
- 18 × Mark 82 LDGP (241-kg-/500-lb-Freifallbombe)
- 18 × M117 (372-kg-/820-lb-Freifallbombe)
- 18 × CBU-52/B (Streubombe in SUU-30B/B-Bombenhülle mit 220 Bomblets BLU-61A/B)
- 18 × CBU-58/B (Streubombe in SUU-30H/B-Bombenhülle mit 650 Bomblets BLU-63/B)
- 18 × CBU-71/B (Streubombe in SUU-30H/B-Bombenhülle mit 650 Bomblets BLU-68/B)
- 18 × Aerojet General/Honeywell CBU-87/B bzw. CBU-103 (windkorrigierte 430-kg-Streubombe mit je 202 Splitter-/Brandbomblets)
- 18 × Lockheed-Martin CBU-89/B bzw. CBU-104 Gator (450-kg-Streubombe in SUU-64-Hülle mit 94 Minen)
- 18 × Mk.62 (227-kg-/500-lb-Quikstrike-Seemine)

## Selbstverteidigung
Aktive Maßnahmen
- 12 × AN/ALE-20-Täuschkörperwerfer mit je 16 × Hitzefackel-Täuschkörpern
- 8 × AN/ALE-24-Täuschkörperwerfer mit je 140 × Düppel-Täuschkörpern
- 1 × ITT AN/ALQ-172(V)2 (elektronischer Störsender)
- 1 × AN/ALQ-122-Mehrfachscheinzielgenerator
- 1 × AN/ALT-32H-/L-Störsender
- 4 × ADM-20-„Quail“-Scheinziel, verstaut in Bombenschacht

Passive Maßnahmen
- APR-25/ALR-46-Radarwarnsensor
- Northrop Grumman (Litton) AN/ALR-20A-Radarwarnsensor
- AN/ALR-46(V) (digitaler Radarwarnsensor)
- 8 × Northrop Grumman AN/ALQ-155-Hochfrequenzstörsender
- 1 × Northrop Grumman AN/ALQ-153-Heck-Radarwarnsensor

## Sensorik
Zusätzlich zum Radar wurde unter der Nase der B-52G ab 1972 das AN/ASQ-151 Electro-Optical Viewing System (EVS) eingebaut. Dieses soll die Annäherung an Ziele im Tiefflug bei jedem Wetter ermöglichen. So beinhaltet das EVS eine Restlichtverstärker-Fernsehkamera sowie ein Forward looking infrared (FLIR oder voraussehendes Infrarotbild)-System.
Mit der Einführung der einfach auszutauschenden Zielbeleuchtungs- und Navigationsbehälter konnte das mittlerweile 35-jährige EVS-System mit dem Litening-Behälter ersetzt werden; dieser wird heute durch den nachfolgend eingesetzten Sniper-ATP-Behälter verdrängt.

## Rezeption in Kunst und Kultur
Die B-52 Stratofortress ist eines der bekanntesten Militärflugzeuge überhaupt und spielt in zahlreichen Werken der Literatur, Kunst und im Film eine Rolle. Eines der berühmtesten Werke ist Stanley Kubricks satirischer Film Dr. Strangelove or: How I Learned to Stop Worrying and Love the Bomb (deutscher Titel: Dr. Seltsam oder: Wie ich lernte, die Bombe zu lieben). Ein Schauplatz des Films ist das nachgebaute Cockpit einer B-52, die wegen ihrer durch einen russischen Flugabwehrraketenangriff zerstörten Funkanlage nicht zurückbeordert werden kann und schließlich eine Wasserstoffbombe über der Sowjetunion abwirft. 1957 erschien der Film Bombers B-52 (deutscher Titel: Bomber B-52) mit Karl Malden in der Hauptrolle. Ein weiterer Film, in dem sowohl die B-52 als auch das SAC Thema sind, ist Der Kommodore aus dem Jahr 1963 mit Rock Hudson und Rod Taylor. Die aufwändigste deutschsprachige Produktion ist Hartmut Bitomskys Dokumentarfilm B-52 von 2001, der 2004 für den Adolf-Grimme-Preis nominiert war.
Nach der knolligen Nasenform der B-52 ist vor allem in den USA ein Frisurenstil der 1960er-Jahre mit hochgesteckten Haaren benannt, der auch als Beehive-Frisur oder Bienenkorbfrisur bekannt ist. Die US-amerikanische Rockband The B-52’s wählte ihren Namen nach ebendieser gleichnamigen Frisur ihrer beiden weiblichen Mitglieder. Es gibt auch einen Cocktail namens B-52, wobei unklar ist, ob sich seine Bezeichnung von dem Bomber ableitet, da er einer von mehreren geschichteten Kurzen in der B-50-Reihe ist.
Der US-amerikanische Schriftsteller Dale Brown schrieb mehrere Romane, in denen eine Sondereinheit der Air Force unter anderem modifizierte B-52-Bomber in fiktiven Konflikten einsetzt. In seinen Romanen werden die Flugzeuge unter anderem mit Lenkwaffen, Lasern und hochmodernen Radarsystemen ausgerüstet.